# Nekrolog (Tiere)
Nekrolog
◄◄
| ◄
| 2021
| 2022
| 2023
| 2024
| 2025
Januar |
Februar |
März |
April |
Mai |
Juni |
Juli |
August |
September |
Oktober |
November |
Dezember 2025
Weitere Ereignisse | Allgemeiner Nekrolog 2025
Die Beschreibung der verstorbenen Person sollte so kurz wie möglich gehalten sein und nur deren signifikante Tätigkeit(en) enthalten.
Neue Namen ggf. auch unter dem Geburts- und Sterbedatum, also etwa unter 1. Januar und im Geburts- und Sterbejahr (2024) eintragen (nur bei entsprechender großer Wichtigkeit). Für Beispiele siehe die schon vorhandenen Artikel.
Außerdem über die fünf zuletzt Verstorbenen, zu denen es einen ausreichend guten Artikel für eine Präsentation auf der Hauptseite gibt, nach der todesbedingten Überarbeitung der Artikel ggf. auch unter Wikipedia Diskussion:Hauptseite informieren und sie am besten auch in den anderen Wikipedia-Sprachversionen eintragen. Tipp: Regelmäßig bei news.google.de nach „ist tot“, „gestorben“ oder „verstorben“ suchen.
Wenn eine Person gestorben ist, gibt es viele Seiten zu dieser Person in der Wikipedia, die davon auch betroffen sind und entsprechend aktualisiert werden müssen. Beispiele: Namenübersichtsseite, Geburtsjahr, Geburtsort-Seiten und viele mehr.
Wie finde ich die betroffenen Seiten?
Im Suchfeld auf der linken Seite gibt man den Suchbegriff so ein: „Vorname Nachname“. Dann klickt man auf Volltext und alle Seiten mit entsprechendem Suchtext werden aufgerufen. Hier sieht man dann schnell, wo auch das Todesjahr Sinn macht oder sogar ein Teil des Artikels angepasst werden muss. Auch hilft das „Werkzeug“ auf der linken Seite sehr gut, um solche Seiten aufzufinden: „Links auf diese Seite“. Somit ist die Wikipedia wieder aktuell in allen Bereichen! Hinweis: bei Eintragung der Kategorie „Gestorben JAHR“ wird der Missbrauchsfilter 49 ausgelöst, was jedoch nicht schlimm ist. Siehe: Spezial:Missbrauchsfilter/49
Dies ist eine jahresübergreifende Liste bekannter Tiere, nach Datum des Todes sortiert.
Siehe auch die nach Tierarten geordnete Liste bekannter Tiere, die Kategorie:Individuelles Tier sowie die Liste ausgestorbener Tierarten.

## 21. Jahrhundert

### 2021–2025
| Todesdatum                              | Name               | Tierart (Rasse); bekannt als | Alter in Jahren | Beleg |
| --------------------------------------- | ------------------ | --- | --------------- | ----- |
| 10. August 2025                         | Antonia            | einzige bekannte kleinwüchsige Eisbärin der Welt und älteste bekannte Eisbärin in einem europäischen Zoo, Zoom Erlebniswelt Gelsenkirchen                                               | 36              |       |
| 30. Juni 2025                           | Beezer             | ältester in menschlicher Obhut lebender Kragenbär, Zootier Cheyenne Mountain Zoo | 30              |       |
| 16. Juni 2025                           | Otto               | männlicher Elefant, Zootier Tierpark Hellabrunn | 4               |       |
| 18. März 2025                           | Kanzi              | männlicher Bonobo, der durch seine Fähigkeit bekannt wurde, die englische Sprache teilweise zu verstehen und mit Hilfe von Lexigrammen zu kommunizieren                                 | 44              |       |
| 28. oder 29. Januar 2025                | Victor             | Elefantenbulle, Zootier (Zoologischer Garten Berlin) | 31              |       |
| Tod bekannt gegeben am 15. Januar 2025  | Checkmate          | Turnierpferd, geritten von Meredith Michaels-Beerbaum | 30              |       |
| 21. oder 22. Dezember 2024              | Burt               | Salzwasserkrokodil, bekannt aus dem Film Crocodile Dundee, zuletzt im Aquarium Crocosaurus Cove in Darwin                                                                               | circa 90        |       |
| 16. oder 17. November 2024              | Wilbär             | Eisbär, Zootier (Wilhelma, Eindhoven Zoo) | 16              |       |
| tot aufgefunden am 14. November 2024    | Rapti              | Panzernashorn-Weibchen, Zootier (Tierpark Hellabrunn) | 35              |       |
| 13. November 2024                       | Abercrombie        | Dressurpferd, geritten von Alisa Glinka | 10              |       |
| Tod bekannt gegeben am 3. November 2024 | Cassius            | größtes in Gefangenschaft lebendes Krokodil, lebte im australischen Wildschutzgebiet „Marineland Melanesia“ und war fast 5,50 m lang und wog fast 1 t                                   | über 110        |       |
| 1. November 2024                        | Peanut             | Grauhörnchen, Internet-Star, von Behörden beschlagnahmt und getötet | ca. 7           |       |
| 30. Oktober 2024                        | Honnerups Driver   | Dressurpferd | 20              |       |
| 26. Oktober 2024                        | Kroshik (Krümel)   | schwerster bekannter Kater der Welt (17 kg) | ca. 12          |       |
| 7. Oktober 2024                         | Sydney             | Koalaweibchen, Zootier (Zoo Dresden, Zoo Antwerpen) | unbekannt       |       |
| 1. Oktober 2024                         | Sisther de Jeu     | Dressurstute, geritten von Edward Gal | 25              |       |
| Tod bekannt gegeben am 26. August 2024  | Jan                | ältestes bekanntes Faultier, Zootier (Zoo Krefeld), wurde 22-facher Vater (Rekord) | 54              |       |
| Tod bekannt gegeben am 22. August 2024  | Sphen              | homosexueller Eselspinguin, Zootier (Sea Life Sydney) | 11              |       |
| 24. Mai 2024                            | Kabosu             | Hund der Rasse Shiba Inu, Protagonist des Doge-Meme, das auch die Kryptowährung Dogecoin inspirierte                                                                                    | 18              |       |
| 12. Mai 2024                            | Lippi              | zweitälteste südafrikanische Seebärin der Welt, Zootier (Zoo Leipzig) | 27              |       |
| 6. Mai 2024                             | Soldier Hollow     | eines der erfolgreichsten Galopprennpferde der 2000er Jahre in Deutschland | 24              |       |
| bekannt gegeben 1. April 2024           | Ingmar             | Springpferd, geritten von Pia-Luise Aufrecht-Bruggink | 31              |       |
| März 2024                               | Ana Julia          | Nördliche Grüne Anakonda, lebte am/im Rio Formoso | unbekannt       |       |
| März 2024                               | Pigcasso           | Malendes Hausschwein, erhielt einen Eintrag im Guinnessbuch der Rekorde | 7               |       |
| 23. Februar 2024                        | Flaco              | Uhu, Zootier (Central Park Zoo) | 13              |       |
| 3. Februar 2024                         | Ingo               | Flamingo, Zootier (seit 1955 im Zoologischen Garten Berlin) | ca. 75          |       |
| 6. Dezember 2023                        | Kalusho            | Spitzmaulnashornbulle, Zootier (30 Jahre lang im Zoo Frankfurt) | 37              |       |
| 29. November 2023                       | Ashanti            | Giraffenkuh, Zootier (Zoo Leipzig) | 22              |       |
| 16. November 2023                       | Protectionist      | erster und bislang einziger deutscher Hengst, der den Sieg im Melbourne Cup erlangte | 13              |       |
| 21. Oktober 2023                        | Bobi               | Hund mit dem laut Guinness-Buch der Rekorde höchsten verbürgten Lebensalter | 31              |       |
| 14. September 2023                      | Leon               | Campus-Kater Leon, lebte an der Universität Augsburg | 16              |       |
| 31. August 2023                         | Danedream          | Pferd, wurde zweiter deutscher Arc- und erster deutscher King-George-Sieger | 15              |       |
| 18. August 2023                         | Lolita             | weiblicher Schwertwal aus der Walherde der Southern Resident Killer Whales, Zootier (Miami Seaquarium)                                                                                  | ca. 47          |       |
| bekannt gegeben 4. Mai 2023             | ?                  | mutmaßlich letzte weibliche Jangtse-Riesenweichschildkröte; lebte im Dong-Mo-See in Hanoi                                                                                               | unbekannt       |       |
| 4. April 2023                           | Bokito             | Gorilla, Zootier (geboren im Zoologischen Garten Berlin), bekannt geworden durch seinen Ausbruch im Rotterdamer Diergaarde Blijdorp                                                     | 27              |       |
| 31. März 2023                           | Ricochet           | Golden Retriever, wurde als Therapiehund eingesetzt und konnte surfen | 15              |       |
| 20. März 2023                           | Primmore’s Pride   | Vielseitigkeitspferd, geritten von Philippa Funnell | 30              |       |
| 18. März 2023                           | Pastorius          | Rennpferd, Zuchthengst | 14              |       |
| 10. März 2023                           | Rosie              | ältester Humboldt-Pinguin der Welt | 32              |       |
| 9. März 2023                            | Kiska              | Orcaweibchen, Zootier (Marineland), lebte mit Keiko zusammen | ca. 47          |       |
| bekannt gegeben 8. März 2023            | Luxform’s Popeye   | Dressurpferd, geritten von Diederik van Silfhout | 26              |       |
| bekannt gegeben 28. Februar 2023        | Pirouz             | einer der letzten 13 Asiatischen Geparden weltweit (letztes Jungtier) | 0               |       |
| bekannt gegeben 22. Februar 2023        | Stanford           | Dressurpferd, geritten von der Para-Reiterin Isabell Nowak und von Matthias Bouten | 14              |       |
| bekannt gegeben 3. Februar 2023         | Jerich Parzival    | Dressurpferd, KWPN-Fuchswallach, geritten von Adelinde Cornelissen | 26              |       |
| 28. Januar 2023                         | Shutterfly         | Hannoveranerwallach, geritten von Meredith Michaels-Beerbaum; erzielte die bis dahin höchste Summe an Preisgeldern für ein Springpferd (mehr als 3,5 Mio. €)                            | 30              |       |
| 27. Januar 2023                         | Margrit            | vermutlich ältester Bonobo der Welt, Zootier (Zoo Frankfurt) | ca. 71          |       |
| bekannt gegeben 24. Januar 2023         | Juan Carrito       | ein „Naschbär“ genannter Marsischer Braunbär | 4               |       |
| bekannt gegeben 22. Januar 2023         | Argelith Stakkato  | Hannoveraner Hengst, Spring- und Zuchtpferd von Eva Bitter | 30              |       |
| 17. Dezember 2022                       | Puma P-22          | Puma, lebte wild in einem Park in Los Angeles | ca. 12          |       |
| bekannt gegeben 6. Dezember 2022        | Diesel             | Rettungshund, lebte in Schottland | unbekannt       |       |
| bekannt gegeben 6. Dezember 2022        | Over to you „Jack“ | Vielseitigkeitspferd, geritten von Jeanette Brakewell | 34              |       |
| bekannt gegeben 6. Dezember 2022        | Salinero           | Dressurpferd, geritten von Anky van Grunsven | 28              |       |
| 19. November 2022                       | Galius             | Rennpferd | unbekannt       |       |
| 19. November 2022                       | Tuan Tuan          | einer von zwei Pandas, die China 2008 Taipeh zum Zeichen der Annäherung beider Parteien schenkte, Zootier (Zoo Taipei)                                                                  | 18              |       |
| bekannt gegeben 17. November 2022       | Snoopy             | ältestes Nashorn Europas, Zootier (Zoo Dortmund, Safariland Stukenbrock) | 52              |       |
| bekannt gegeben 16. November 2022       | Frida              | Rettungshündin, lebte in Mexiko und kam bei Erdbeben oder ähnlichem zum Einsatz | 13              |       |
| 13. November 2022                       | unbekannt          | Hammerkopf, starb an den Folgen von Vogelgrippe H5N1, Zootier (Zoologischer Garten Berlin), der Zoo schloss daraufhin für Besucher bis zum 23. Dezember.                                | unbekannt       |       |
| bekannt gegeben 12. November 2022       | Krym               | Haushund, überlebte als einziger aus seiner Familie den russischen Luftangriff auf Dnipro im September 2022, bekannt geworden durch ein Foto, das ihn auf den Trümmern des Hauses zeigt | unbekannt       |       |
| 11. November 2022                       | Robby              | Zirkustier, letzter in einem deutschen Zirkus gehaltener Menschenaffe | ca. 47–51       |       |
| bekannt gegeben 1. November 2022        | Dida               | vermutlich größter weiblicher Elefant Afrikas, lebte im Tsavo-East-Nationalpark in Kenia                                                                                                | ca. 60–65       |       |
| Ende Oktober 2022                       | Florenciano        | Dressurpferd | 18              |       |
| bekannt gegeben 17. Oktober 2022        | Eclipse            | Labrador-Mastiff-Mischlingshündin, lebte in Seattle und fuhr allein mit öffentlichen Verkehrsmitteln zum Hundepark                                                                      | 10              |       |
| 10. Oktober 2022                        | Babia              | als heilig verehrtes Krokodil, ernährte sich angeblich über Jahrzehnte ausschließlich vegetarisch und lebte am Sri-Ananthapadmanabha-Swamy-Tempel in Thiruvananthapuram, Indien         | über 80         |       |
| 10. Oktober 2022                        | Targa              | Elefantenkuh, Zootier (Zoo Augsburg), Deutschlands ältester Elefant | 67              |       |
| 3. Oktober 2022                         | Pebbles            | Toy-Fox-Terrier-Hündin, lebte in den USA (ältester Hund der Welt) | 22              |       |
| bekannt gegeben am 3. Oktober 2022      | The Sixth Sense    | Springpferd von Thomas Frühmann | 26              |       |
| 14. September 2022                      | Kohana             | Orkawalweibchen, lebte im spanischen Loro Parque (Teneriffa) | 20              |       |
| 9. September 2022                       | Mumu               | Springpferd | 39              |       |
| bekannt gegeben am 9. September 2022    | Laetare            | Dressurpferd | 18              |       |
| 2. September 2022                       | Zenno Rob Roy      | Turnierpferd | 22              |       |
| Anfang September 2022                   | Londontime         | Dressurpferd (ehemals teuerstes Pferd der Welt) | 20              |       |
| 26. August 2022                         | Sundar             | asiatischer Tempelelefant |                 |       |
| 14. August 2022                         | Freya              | Walross, verirrte sich im Oslofjord | unbekannt       |       |
| 10. August 2022                         | Namenlos           | Belugawal, verirrte sich in die Seine | unbekannt       |       |
| 30. Juli 2022                           | Satchmo            | Dressurpferd von Isabell Werth | 28              |       |
| bekannt gegeben am 21. Juli 2022        | Varvara            | Sibirische Tigerin, Zirkustier, verbrachte 12 Jahre in diversen Zirkussen und lebte zuletzt in der Tierart Wildtierstation in Maßweiler                                                 | 19              |       |
| 21. Juli 2022                           | An An              | ältester Großer Panda in Gefangenschaft, Zootier (Zoologisch-Botanischer Garten Hongkong)                                                                                               | 35              |       |
| 6. Juli 2022                            | Stena              | Walross, verirrte sich an der Südküste Finnlands | unbekannt       |       |
| 6. Juli 2022                            | Shuan Shuan        | ältester Großer Panda Mexikos und einer der ältesten weltweit, Zootier (Zoológico de Chapultepec)                                                                                       | 35              |       |
| 6. Juli 2022                            | Tricia             | einer der ältesten Elefanten, Zootier (Perth Zoo) | 65              |       |
| 2. Juli 2022                            | Allstar B          | Vielseitigkeitspferd von Rosalind Canter | 17              |       |
| bekannt gegeben am 23. Juni 2022        | Feline             | zweitälteste Goldkatze in einem europäischen Zoo, Zootier (Zoo Wuppertal) | 20              |       |
| bekannt gegeben am 11. Juni 2022        | Caracciola MT      | Dressurpferd von Daniel Bachmann Andersen | 9               |       |
| 9. Juni 2022                            | Natala             | ältestes Nashorn Europas, Zootier (Zoo Dortmund) | 53              |       |
| Tod bekannt gegeben am 4. Juni 2022     | Maggie             | im Jonastal, Thüringen, wild lebendes Schaf | ca. 9           |       |
| 30. Mai 2022                            | Sandra             | älteste Ameisenbärin der Welt, Zootier (Zoo Dortmund) | 27              |       |
| 30. Mai 2022                            | Namenlos           | Schwertwal, verirrte sich in die Seine | unbekannt       |       |
| 30. Mai 2022                            | Safo               | Europas älteste Zoo-Löwin, Zootier (Zoologischer Stadtgarten Karlsruhe) | 24              |       |
| Tod bekannt gegeben am 24. Mai 2022     | Radisson VDL       | Springpferd, Zuchthengst, geritten von Angelique Hoorn | 24              |       |
| 6. Mai 2022                             | Lucy               | Shih Tzu-Hündin, Inspiration zur Schaffung eines Tierschutzgesetzes in Nordirland | 14              |       |
| 18. März 2022                           | Helen              | Delphin, Zootier (SeaWorld San Antonio) | 33              |       |
| 18. März 2022                           | Jenny              | Schimmelstute, spazierte allein durch Fechenheim, Frankfurt am Main | 26              |       |
| 22. Februar 2022                        | Oscar              | Therapiekatze, konnte angeblich den Tod ihrer Patienten vorhersagen | 16–17           |       |
| 19. oder 20. Februar 2022               | Jonny              | ältestes Schimpansenmännchen Europas, Zootier (Saarbrücker Zoo) | 60              |       |
| 15. Februar 2022                        | Sixtus             | Springpferd, Zuchtpferd | 33              |       |
| am 25. Januar 2022 tot aufgefunden      | Ozzie              | ältester männlicher Gorilla der Welt, Zootier (Zoo Atlanta) | 61              |       |
| Mitte Januar 2022                       | Marlon Bundo       | Kaninchen des ehemaligen US-Vizepräsidenten Mike Pence | 8–10            |       |
| 8./9. Januar 2022                       | Magawa             | Riesenhamsterratte, mit einer Medaille ausgezeichnet für Hilfe bei der Suche nach Landminen                                                                                             | 8               |       |
| 24. Dezember 2021                       | Katjuscha          | ältester Eisbär Europas, Zootier (Zoologischer Garten Berlin) | 37              |       |
| bekannt gegeben am 6. Dezember 2021     | Sergeant Pepper    | Reitpferd, Springpferd, Zuchtpferd | 27              |       |
| 11. November 2021                       | Winter             | Delfin, Filmtier (Mein Freund, der Delfin, Mein Freund, der Delfin 2), Bücher- und Videospielvorlage                                                                                    | 16              |       |
| 15. Oktober 2021                        | Mugaruka           | einarmiger Gorilla | 34              |       |
| 6. Oktober 2021                         | Toby               | ältestes Breitmaulnashorn, das in einem Zoo lebte, Zootier (Parco Natura Viva); soll im Museum der Wissenschaften in Trient ausgestellt werden                                          | 54              |       |
| 26. September 2021                      | Ndakasi            | Berggorilla-Weibchen, lebte in einem Nationalpark im Kongo, bekannt geworden durch ein Selfie                                                                                           | 14              |       |
| 1. August 2021                          | Jet Set            | Dressurpferd (verletzte sich im Wettkampf bei den Olympischen Spielen 2020 und musste eingeschläfert werden)                                                                            | 14              |       |
| 13. Juli 2021                           | Glock’s Zonik      | Dressurpferd | 13              |       |
| 11. Juli 2021                           | Schurli            | Riesenschildkröte im Tiergarten Schönbrunn | über 130        |       |
| 10. Juli 2021                           | Galileo            | teuerstes Pferd der Welt | 23              |       |
| 9. Juli 2021                            | Kibali             | Afrikanischer Elefant im Tiergarten Schönbrunn, österreichisches „Abstandsmaß“ während der Coronavirus-Krise                                                                            | 1               |       |
| Juni 2021                               | Big Jake           | seit 2010 von Guinness World Records als größtes Pferd der Welt eingestuft (2,10 m, 1136 kg)                                                                                            | 20              |       |
| 19. Juni 2021                           | Champ              | Deutscher Schäferhund des US-Präsidenten Joe Biden | 13              |       |
| 12. Juni 2021                           | Wiener Walzer      | Rennpferd, Zuchthengst und Gewinner des Deutschen Derbys 2009 | 15              |       |
| 11. Juni 2021                           | Scarface           | Löwe, Filmtier | 13              |       |
| 8. Mai 2021                             | Bo                 | Haushund (Cão de Água Português), Hund des US-Präsidenten Barack Obama | 12              |       |
| 5. April 2021                           | Adlerflug          | Rennpferd, Zuchthengst und Gewinner des Deutschen Derbys 2007 | 17              | ,     |
| 16. März 2021                           | Comandante         | Robben-Männchen im Wiener Tiergarten Schönbrunn | 19              |       |
| 2. Februar 2021                         | Divinity           | weiße weibliche Taube, lebte in Prince’ Atrium seines Paisley Park Studios | 28              |       |
| 6. Januar 2021                          | Pag-asa            | erster Affenadler, der in Gefangenschaft zur Welt kam | 28              |       |

### 2016–2020
| Todesdatum                            | Name               | Tierart (Rasse); bekannt als | Alter in Jahren | Beleg |
| ------------------------------------- | ------------------ | --- | --------------- | ----- |
| 14. Dezember 2020                     | Totilas            | Dressurpferd | 20              |       |
| 11. November 2020                     | Karla              | Asiatische Elefantenkuh, Zootier (Tierpark Cottbus) | 54              |       |
| 21. Oktober 2020 bekanntgegeben       | Kilaguni           | Spitzmaulnashornkuh, war weltweit das älteste Exemplar seiner Art, Zootier (Zoologischer Garten Berlin) | 46              |       |
| 9. Oktober 2020 bekanntgegeben        | Fine Feeling S     | Dressurstute, geritten von Pepo Puch bei den Sommer-Paralympics 2012 in London und gewann Gold sowie Bronze | 23              |       |
| 25. August 2020                       | Chilli Morning     | Dressurpferd (erfolgreichster Vielseitigkeitshengst aller Zeiten) | 20              |       |
| 6. August 2020                        | Paula              | ältestes Faultier der Welt | ca. 50–51       |       |
| 4. Juli 2020 bekanntgegeben           | Rubble             | vermutlich weltweit älteste Katze (Kater) | 31              |       |
| 27. Juni 2020                         | Manduro            | weltbestes Rennpferd 2007 | 18              |       |
| 15. Juni 2020                         | Bob                | Straßenkatze, durch James Bowens Bestseller Bob, der Streuner sowie dessen Verfilmung Bob, der Streuner bekannt gewordener Kater                                                                                          | über 14         |       |
| 2. Juni 2020                          | Arrogate           | Rennpferd mit der bislang höchsten Gewinnsumme | 7               |       |
| 22. Mai 2020                          | Saturn             | Mississippi-Alligator, Zootier (Zoologischer Garten Berlin, seit 1946 Moskauer Zoo) | 84              |       |
| Mai 2020                              | Maurice            | männliches Haushuhn, dessen lautes Krähen seine Besitzerin vor Gericht brachte | 6               |       |
| April 2020                            | Elvis              | weißer Tiger, Zootier (Filmtierpark in Eschede), galt als besondere Attraktion | 11              |       |
| um den 16. März 2020                  | Lotte              | Englische Bulldogge beim Sat.1-Frühstücksfernsehen | 12              |       |
| 3. März 2020                          | CC                 | erste geklonte Hauskatze | 18              |       |
| 21. Februar 2020                      | A. P. Indy         | Rennpferd, Zuchthengst | 31              |       |
| 1. Januar 2020                        | Massa              | Westlicher Flachlandgorilla, Zootier (Zoo Krefeld), ältester Gorilla im Europäischen Erhaltungszuchtprogramm (EEP) | 48              |       |
| 27. Dezember 2019                     | Fausta             | mutmaßlich ältestes Spitzmaulnashorn der Welt | 57              |       |
| 3. Dezember 2019                      | Lady Gaga          | Schwarzbunte Holstein-Friesian-Kuh und mehrfache Schausiegerin | 13              |       |
| 1. Dezember 2019                      | Lil Bub            | wegen ihres auffälligen äußeren Erscheinungsbildes durch das Internet bekannt gewordene weibliche Katze | 8               |       |
| 23. November 2019                     | Iman               | letztes Sumatra-Nashorn in Malaysia | 25              |       |
| 14. November 2019                     | Sana               | ältestes Nashorn der Welt, Zootier (Planète Sauvage) | 55              |       |
| 3. September 2019                     | Horst              | Lama, Zootier (Zoo Leipzig) | 17              |       |
| 3. September 2019                     | Yvonne             | entlaufene Kuh, wurde erst nach über drei Monaten eingefangen | 14              |       |
| 30. Juli 2019                         | Deep Impact        | Rennpferd, Gewinner der japanischen Triple Crown | 17              |       |
| 14. Mai 2019                          | Grumpy Cat         | durch das Internet bekannt gewordene Katze | 7               |       |
| Mai 2019                              | Nicoletta          | Hund | ca. 14          |       |
| 22. April 2019                        | Hoki               | der erste per Hand aufgezogene Kakapo | 27              |       |
| 20. März 2019                         | Jumper             | Schimmel von Tamme Hanken | 22              |       |
| 5. März 2019                          | Tsavo              | Breitmaulnashorn, Zirkustier (Circus Barum, Circus Krone) | 45              |       |
| 2. März 2019                          | Mr. Pokee          | afrikanischer Weißbauch-Igel, Instagram-Star | 3               |       |
| 23. Februar 2019                      | Rani               | Asiatischer Elefant, ältester Elefant Deutschlands, Zootier (Zoologischer Stadtgarten Karlsruhe) | 63              |       |
| 23. Februar 2019                      | Douglas            | Scharlachara; Filmtier (Rosalinde in Pippi in Taka-Tuka-Land) | 51              |       |
| Ende Januar 2019                      | Trevor             | Stockente, auf der Insel Niue zugeflogen, galt als „einsamste Ente der Welt“ | unbekannt       |       |
| 28. Januar 2019                       | Kayla              | Orca, in SeaWorld Orlando | 30              |       |
| 18. Januar 2019                       | Boo                | Zwergspitz und Internet-Berühmtheit | 12              |       |
| 1. Januar 2019                        | George             | letztes bekanntes Exemplar der Oahu-Landschneckenart Achatinella apexfulva | ca. 14          |       |
| um den 20. Dezember 2018              | Leeluu             | Rettungshund von der Polizeistaffel Kronach der Rasse Rhodesian Ridgeback. Sie starb drei Tage nach Aufnahme eines Giftköders in der Vorweihnachtswoche in Stockheim-Haßlach.                                             | 8               |       |
| 8. Dezember 2018                      | Roger              | Känguru, bekannt als Muskelprotz im Kängurupark von Alice Springs in Australien, Dokumentarfilm Kangaroo Dundee | 12              |       |
| 22. November 2018                     | Gundula            | Gänsegeier-Weibchen, Zootier (Zoo Salzburg) | 39              |       |
| bekannt gegeben am 19. September 2018 | Alligator Fontaine | Springpferd, geritten von Michel Robert | 30              |       |
| 12. September 2018                    | Susi               | Braunbär-Weibchen, Zootier (Zoo Osnabrück), Mutter der 2017 verstorbenen Hybridbärin Tips | 38              |       |
| 4. oder 5. September 2018             | Sir Henry          | Mops, Hund von Gerd Käfer, bekannt geworden durch die Münchner Regenbogenpresse | 12              |       |
| 4. September 2018                     | Seppl              | Kapuzineraffe, Zootier (Zoo Schwerin) | 41              |       |
| 21. August 2018                       | Jeany              | Schimpansen-Weibchen, Zootier (Erlebnis-Zoo Hannover) | 41              |       |
| 20. August 2018                       | Fritz              | Gorilla, Zootier (Tiergarten Nürnberg), ältester männlicher Gorilla in europäischen Zoos | 55              |       |
| 19. Juni 2018                         | Koko               | gebärdensprechender Gorilla, Zootier (San Francisco Zoo) | 46              |       |
| 18. Juni 2018                         | Puan               | Sumatra-Orang-Utan, Zootier (Perth Zoo), ältester bekannter Sumatra-Orang-Utan | ca. 62          |       |
| 12. Juni 2018                         | Ruperta            | Afrikanischer Elefant, Zootier (Zoologischer Garten Caricuao) | ca. 48          |       |
| 7. Juni 2018                          | Goma               | erster in einem europäischen Zoo geborener Gorilla, Zootier (Zoo Basel) | 58              |       |
| 1. Juni 2018                          | Mike               | Kragenbär, Zootier (Eifel-Zoo), brach bei einem Unwetter aus seinem Gehege aus und wurde abgeschossen | 33/34           |       |
| 22. Mai 2018                          | Nonja              | Orang-Utan-Weibchen des Wiener Tiergartens Schönbrunn | 42              |       |
| 16. April 2018                        | Chico              | Staffordshire-Mischling, biss zwei Menschen tot und wurde eingeschläfert | ca. 8           |       |
| 19. März 2018                         | Sudan              | letztes bekanntes männliches Exemplar des Nördlichen Breitmaulnashorns | 45              |       |
| 13. März 2018                         | Samum              | Galopper des Jahres 2000 | 21              |       |
| 8. März 2018                          | Bento              | Hauskatze und Youtube-Star | 9               |       |
| Ende Januar 2018                      | Nigel              | Australischer Tölpel und Insel-Pionier | unbekannt       |       |
| 7. November 2017                      | Paddles            | Hauskatze der neuseeländischen Premierministerin Jacinda Ardern und Social-Media-Star | unbekannt       |       |
| 13. Oktober 2017                      | Grape-kun          | Humboldt-Pinguin, Zootier (Tobu Zoo) | 21              |       |
| 11. Oktober 2017                      | Jeremy             | Gefleckte Weinbergschnecke mit linksdrehendem Gehäuse | unbekannt       |       |
| 22. September 2017                    | Schlumpf           | Shetlandpony, ältestes Pony Deutschlands | 52              |       |
| 13. September 2017                    | Gozubr             | Wisent, in Ostbrandenburg abgeschossen | unbekannt       |       |
| 21. August 2017                       | Loki               | Walross, Zootier (Tierpark Hagenbeck) | 2               |       |
| 28. Juli 2017                         | Cena               | Bombenspürhund | 10              |       |
| 23. Juli 2017                         | Snooty             | älteste bekannte Seekuh (Manati), South Florida Museum in Bradenton, Florida | 69              |       |
| 23. Juli 2017                         | Stubbs             | Kater, „Ehrenbürgermeister“ von Talkeetna | 20              |       |
| 21. Juli 2017                         | Pudsey             | Border-Collie, bekannt aus der Castingshow Britain’s Got Talent | 11              |       |
| 17. Juli 2017                         | Moritz             | Orang-Utan in der Stuttgarter Wilhelma | 24              |       |
| 4. Juni 2017                          | Sieglinde          | Fernsehhuhn, wurde durch eine Hundeattacke im Juni 2017 getötet; aufwendiger Prozess bis Januar 2020 | 2               |       |
| April 2017                            | Tullamore          | Löwe, bekannt als letzter lebender Musketier von den einst fünf Musketiere der Wüstenkönige – Die Löwen der Namib. Wurde nach den Dreharbeiten des 2. Teils im Frühjahr 2017 getötet, wie seine vier Brüder im Jahre 2015 | 8               |       |
| 11. März 2017                         | Tips               | Hybridbär, Zootier (Zoo Osnabrück) | 10              |       |
| tot aufgefunden am 6. März 2017       | Satao II.          | Riesenelefant | unbekannt       |       |
| 6. März 2017                          | Fritz              | Eisbärbaby, Zootier (Tierpark Berlin) | 0 (4 Monate)    |       |
| 5. Februar 2017                       | Granddad           | Australischer Lungenfisch, ältester bekannter Aquariumsfisch, Zootier (Shedd Aquarium) | ca. 95          |       |
| 22. Januar 2017                       | Majesty            | weiße männliche Taube, die in Prince’ Musikvideo 7 (1992) zu sehen ist und im Atrium seines Paisley Park Studios lebte | ca. 25          |       |
| 17. Januar 2017                       | Colo               | ältester in Gefangenschaft geborener Gorilla | 60              |       |
| 6. Januar 2017                        | Tilikum            | einer der größten in Gefangenschaft lebenden Orcas, bekannt aus Blackfish | ca. 36          |       |
| am 3. Januar 2017 für tot erklärt     | Granny             | ältester bekannter Schwertwal | ca. 105         |       |
| 29. Dezember 2016                     | Pan Pan            | ältester männlicher Großer Panda in Gefangenschaft mit mehr als 130 Nachkommen | 31              |       |
| 21. Dezember 2016                     | Shanti             | zweitältester Elefant Deutschlands, Zootier (Zoologischer Stadtgarten Karlsruhe) | 60              |       |
| 9. Dezember 2016                      | Long Hui           | Großer Panda, Vater von vier Jungtieren im Wiener Tiergarten Schönbrunn | 16              |       |
| ca. 23. November 2016                 | Aika               | Zootier (Tierpark Berlin), ältester Eisbär in Gefangenschaft weltweit | 35              |       |
| zwischen Mai und Oktober 2016         | Number 16          | Falltürspinne der Art Gaius villosus, älteste bekannte Spinne | 43              |       |
| 16. Oktober 2016                      | Jia Jia            | ältester weiblicher in Gefangenschaft gehaltener Großer Panda | 38              |       |
| 26. September 2016                    | Toughie            | letztes bekanntes Exemplar von Ecnomiohyla rabborum | ca. 12          |       |
| 7. Juli 2016                          | Bantu              | Gorilla, Zootier (Zoológico de Chapultepec) | 24              |       |
| 28. Mai 2016                          | Harambe            | Gorilla, Zootier (Cincinnati Zoo and Botanical Garden) | 17              |       |
| 14. April 2016                        | Mischa             | Amurtiger, Zootier (Zoo Leipzig) | 17              |       |
| 5. April 2016                         | Mama               | Schimpansin, Zootier (Burgers’ Zoo) | ca. 59          |       |
| 24. Februar 2016                      | Rasputin           | Sibirischer Tiger, Zootier (Allwetterzoo Münster) | 12              |       |
| Januar 2016                           | Cu Rua             | Jangtse-Riesenweichschildkröte in Hanoi, „Oberste Schildkröte“ | ca. 100         |       |

### 2011–2015
| Todesdatum          | Name                   | Tierart (Rasse); bekannt als | Alter in Jahren | Beleg  |
| ------------------- | ---------------------- | --- | --------------- | ------ |
| 26. Dezember 2015   | Khun Tongdaeng         | Hund des thailändischen Königs Bhumibol Adulyadej                                                                                     | 17              |        |
| 22. November 2015   | Nola                   | Nördliches Breitmaulnashorn | 41              |        |
| 18. November 2015   | Diesel                 | Polizeihund | 7               |        |
| 27. Oktober 2015    | Tillman                | skateboardfahrender Hund | 10              |        |
| 11. Oktober 2015    | Schnute                | letzter Stadtbär von Berlin | 34              |        |
| 10. Oktober 2015    | Shynghyz               | ältester Schneeleopard in Gefangenschaft                                                                                              | 25              |        |
| 7. August 2015      | Uggie                  | Terrier, Filmtier (The Artist, Wasser für die Elefanten, Die Qual der Wahl)                                                           | ca. 13          |        |
| 6. Juli 2015        | Max                    | Leistenkrokodil und Maskottchen, Zootier (Zoo Dresden)                                                                                | ca. 60          |        |
| 1. Juli 2015        | Cecil                  | Löwe und Maskottchen des Hwange-Nationalparks Simbabwe                                                                                | 13              |        |
| 1. Juli 2015        | Overdose               | Rennpferd | 10              |        |
| 23. Juni 2015       | Tosca                  | Eisbärin, Zootier (Zoologischer Garten Berlin)                                                                                        | 29              |        |
| 22. Juni 2015       | Tama                   | Katze, Bahnhofsvorsteherin von Kishigawa                                                                                              | 16              |        |
| 4. März 2015        | Luena                  | Löwin, Zootier (Zoo Leipzig) | 16              |        |
| 12. Januar 2015     | Doriemus               | neuseeländisch-englisches Vollblut-Rennpferd                                                                                          | 24              |        |
| 2014                | Konni                  | Labrador Retriever von Wladimir Wladimirowitsch Putin                                                                                 | ca. 15          |        |
| 4. Dezember 2014    | Frank and Louie        | ehemals am längsten lebende Januskatze                                                                                                | 15              |        |
| 2. Dezember 2014    | Toystory               | Zuchtbulle, bisher produktivster Besamungsbulle                                                                                       | 13              |        |
| 20. November 2014   | Nancy                  | Eisbärin, Zootier (Zoologischer Garten Berlin)                                                                                        | 24              |        |
| 16. November 2014   | Cassini I              | Springpferd, Zuchthengst | 26              |        |
| 16. November 2014   | Wankie                 | Elefantenkuh, Zootier (Opel-Zoo) | ca. 32          |        |
| 7. November 2014    | Solwhit                | Rennpferd | 10              |        |
| 3. November 2014    | Araldo                 | Rennpferd | 7               |        |
| 2. November 2014    | Admire Rakti           | Rennpferd | 7               |        |
| 24. Oktober 2014    | Tugela                 | Rennpferd, Muttertier des dreifachen Melbourne-Cup-Siegers Makybe Diva                                                                | 19              |        |
| 15. Oktober 2014    | Charly                 | Weltweit ältester Zoo-Orang-Utan, Zootier (Zoo Frankfurt)                                                                             | 57              |        |
| 14. Oktober 2014    | Encke                  | Rennpferd | 5               |        |
| 7. August 2014      | Buurtpoes Bledder      | Hauskatze | ca. 2           |        |
| 21. Juni 2014       | Sapphire               | Springpferd, geritten von McLain Ward                                                                                                 | 19              |        |
| 30. Mai 2014        | Satao                  | Riesenelefant | ca. 45          |        |
| 16. Mai 2014        | Miss Beazley           | Schottischer Terrier, Hund des US-Präsidenten George W. Bush                                                                          | 9               |        |
| 5. April 2014       | Azamour                | Irisches Rennpferd | 13              |        |
| 19. März 2014       | Mantacore              | weißer Tiger von Siegfried und Roy | 17              |        |
| Ende Februar 2014   | Quidam de Revel        | Springpferd, Zuchthengst | 32              |        |
| 13. Februar 2014    | Hank the Cat           | Kandidat für den Senat der Vereinigten Staaten 2012 in Virginia                                                                       | 12              |        |
| 9. Februar 2014     | Anton                  | Eisbär, Zootier (Wilhelma) | 25              |        |
| 9. Februar 2014     | Marius                 | Giraffe in Kopenhagen | 2               |        |
| 31. Januar 2014     | Greater                | Australischer Rosaflamingo | 83              | [ 3 ]  |
| 29. Januar 2014     | Colonel Meow           | Himalaya-/Perserkatze, Internet-Phänomen                                                                                              | 2               |        |
| 7. Januar 2014      | Sunshine Forever       | Rennpferd | ca. 29          |        |
| 28. November 2013   | Elwood                 | 2007 zum hässlichsten Hund der Welt gewählt                                                                                           | 8               |        |
| 20. November 2013   | Sara                   | Afrikanischer Elefant, die älteste afrikanische Elefantenkuh in einem europäischen Zoo, Zootier (Zoo Rostock)                         | 51              |        |
| 18. November 2013   | Mario                  | Fingertier, Zootier (Zoologischer Garten Berlin), „Berlins hässlichstes Zootier“                                                      | 14              |        |
| 23. Oktober 2013    | Gestion Bonfire        | Dressurpferd, Erfolgspferd von Anky van Grunsven                                                                                      | 30              |        |
| 17. Oktober 2013    | Giant George           | größte Deutsche Dogge | 7               |        |
| 1. Oktober 2013     | Kenia                  | ältestes Spitzmaulnashorn | ca. 46          | [ 4 ]  |
| 23. August 2013     | Maxi                   | Berliner Stadtbär | 27              |        |
| 22. August 2013     | Madame Nou             | ältestes Pony der Welt | 50              |        |
| 20. August 2013     | Lando                  | Galopper des Jahres 1994 und 1995 | 23              |        |
| August 2013         | Sammy                  | Brillenkaiman im Dormagener Baggersee                                                                                                 | über 19         |        |
| 26. Juni 2013       | Attila                 | ältester Luchs des Harzes | 19              |        |
| Juni 2013           | Kian                   | Zuchtbulle | 16              |        |
| 18. Mai 2013        | King Artus             | Vielseitigkeitspferd, Mannschaftsolympiasieger mit Dirk Schrade                                                                       | 17              |        |
| 24. April 2013      | Storm Cat              | Rennpferd | 30              | [ 5 ]  |
| 31. März 2013       | Pattycake              | erster in New York City geborener Gorilla, Zootier (Bronx Zoo)                                                                        | 40              |        |
| 21. März 2013       | Sammy                  | Uni-Kater in Konstanz | 11              |        |
| 19. März 2013       | Einauge                | Deutschlands älteste freilebende Wölfin in Rietschen                                                                                  | 13              |        |
| 19. Februar 2013    | M13                    | Braunbär M13, Neffe von JJ1 („Bruno“), bekannt als „Inspektor Bär“ in Graubünden                                                      | 3               |        |
| 10. Februar 2013    | Lolong                 | größtes Krokodil der Welt | ca. 50          |        |
| 1. Februar 2013     | Barney                 | Hund des US-Präsidenten George W. Bush und Laura Bush                                                                                 | 12              |        |
| 15. Januar 2013     | Generous               | Rennpferd | 25              |        |
| 5. Januar 2013      | Selkirk                | Rennpferd | 25              |        |
| 4. Januar 2013      | E.T. FRH und Apricot D | Springpferde, geritten von Hugo Simon                                                                                                 | 27, 29          |        |
| 30. Dezember 2012   | Belenus                | Derby-Sieger 1999 und Derby-Rekordhalter                                                                                              | 16              |        |
| Mitte Dezember 2012 | Max                    | besenderte Weißstörchin, bekanntester Storch der Schweiz                                                                              | 13              |        |
| 30. November 2012   | Sleep Late             | Vielseitigkeitspferd, geritten von Ingrid Klimke                                                                                      | 21              | [ 6 ]  |
| 27. September 2012  | Tiger Hill             | Galopper des Jahres 1998 und 1999 | 17              |        |
| 11. September 2012  | Monsun                 | Galopper des Jahres 1993 | 22              |        |
| 25. August 2012     | Altai                  | Amurtiger-Kater, Zootier (Kölner Zoo), wurde von Zoodirektor Theo Pagel erschossen, nachdem das Tier eine Tierpflegerin getötet hatte | 4               |        |
| 22. August 2012     | Bao Bao                | angeblich ältester weltweit in einem zoologischen Garten gehaltener Großer Panda, Zootier (Zoologischer Garten Berlin)                | 34              |        |
| 1. August 2012      | Donna                  | ältestes Nilpferd der Welt | 61              |        |
| 27. Juni 2012       | Bernhard               | Känguru, entfloh aus einem Gehege in Niedersachsen                                                                                    | 7               |        |
| 24. Juni 2012       | Lonesome George        | letztes Exemplar einer Riesenschildkrötenunterart von der Galápagos-Insel Pinta                                                       | ca. 100         | [ 7 ]  |
| 20. Juni 2012       | Ali                    | Kragenbär, Zootier (Gehege im Wiener Neustädter Stadtpark)                                                                            | 32              |        |
| 2. Juni 2012        | Oliver                 | menschlich wirkender Schimpanse | 53/54           |        |
| 4. Mai 2012         | Colonel Joel           | größter Elefantenbulle der Welt, Zirkustier (Circus Krone)                                                                            | ca. 60          |        |
| 8. Mai 2012         | Meow                   | Übergewichtiger Kater | unbekannt       |        |
| 2. Mai 2012         | Chumpol                | Elefantenkuh, Zootier (Kölner Zoo) | 55              |        |
| 14. April 2012      | Synchronised           | Rennpferd | 9               |        |
| 29. März 2012       | Borgia                 | Rennpferd, Galopper des Jahres 1997                                                                                                   | 18              |        |
| 14. März 2012       | Til                    | ohne Ohren geborenes Hauskaninchen | 0 (3 Wochen)    |        |
| 10. März 2012       | Yoda                   | Chihuahua-Mischlingshund („hässlichster Hund der Welt“)                                                                               | 15              | [ 8 ]  |
| 22. Februar 2012    | Royal Academy          | Rennpferd | 25              |        |
| 16. Februar 2012    | Quax                   | wildlebender Pelikan im Mannheimer Luisenpark                                                                                         | unbekannt       |        |
| 22. Januar 2012     | Lola                   | Elefantenkalb, Zootier (Tierpark Hellabrunn)                                                                                          | 0 (3 Monate)    |        |
| 17. Januar 2012     | Mausi                  | Elefant, Zirkustier (Circus Voyage)                                                                                                   | 31              |        |
| 24. Dezember 2011   | Cheeta                 | angeblich ältester Schimpanse der Welt                                                                                                | 80              |        |
| 10. Dezember 2011   | Booie                  | rauchender Schimpanse | 44              |        |
| 14. November 2011   | Jabba                  | Hund und Wanderbegleiter von Nik Hartmann                                                                                             | 12              | [ 9 ]  |
| 6. November 2011    | Hickstead              | Springpferd von Eric Lamaze | 15              | [ 10 ] |
| 29. Oktober 2011    | Charly                 | Breitmaulnashorn des Serengeti-Parks Hodenhagen                                                                                       | 53              |        |
| 18. Oktober 2011    | Püppi                  | Fernsehhund der Sendung Stratmanns | 11              |        |
| 28. September 2011  | Heidi                  | schielendes Opossum, Zootier (Zoo Leipzig)                                                                                            | 3               | [ 11 ] |
| 1. August 2011      | Hippo                  | Zuchtbulle der Bayern Genetik GmbH und Fleckviehbulle des Jahres 2007                                                                 | 14              |        |
| 30. Juli 2011       | Bruno                  | Braunbär, Zirkustier, Zootier (Tierpark Lübeck)                                                                                       | 35              |        |
| 13. Juli 2011       | Ketzel                 | Hauskatze, die einen Musikpreis gewann                                                                                                | 19              |        |
| 28. Juni 2011       | Weltmeyer              | Hauspferd (Hannoveraner), Zuchthengst, begründete die Hannoveraner Dressurpferdezucht                                                 | 27              |        |
| 6. Juni 2011        | Shrek                  | Merinoschaf | ca. 17          |        |
| 23. Mai 2011        | Sundance               | Hausschwein, Flüchtiges Schwein | ca. 14          |        |
| 7. Mai 2011         | Ming Ming              | ältester Pandabär der Welt | 34              |        |
| 26. April 2011      | Sadler’s Wells         | Bisher erfolgreichster europäischer Vollblut-Zuchthengst                                                                              | 30              |        |
| 19. März 2011       | Knut                   | Eisbär, Zootier (Zoologischer Garten Berlin)                                                                                          | 4               |        |
| 18. Februar 2011    | For Pleasure           | Springpferd von Lars Nieberg und Marcus Ehning                                                                                        | 25              |        |
| 21. Januar 2011     | Ruby                   | Jack-Russell-Mischling, über den wöchentlich eine Kolumne in der Bild-Zeitung erschien                                                | 17              |        |
| 21. Januar 2011     | Buschi                 | einer der letzten Orang-Utans in einem europäischen Zoo, der in der freien Wildbahn geboren wurde, Zootier (Wilhelma)                 | 51              |        |
| 11. Januar 2011     | Joli Cœur              | Springpferd von Franke Sloothaak | 25              |        |

### 2006–2010
| Todesdatum                    | Name                       | Tierart (Rasse)                                        | bekannt als | Alter in Jahren | Beleg  |
| ----------------------------- | -------------------------- | ------------------------------------------------------ | --- | --------------- | ------ |
| 22. Dezember 2010             | Ratina Z                   | Hauspferd (Hannoveraner)                               | Springpferd von Piet Raijmakers und Ludger Beerbaum                                                                             | 28              |        |
| 26. Oktober 2010              | Paul                       | Krake                                                  | Orakeltier für die Vorhersage von Spielergebnissen bei Fußballturnieren                                                         | 2               | [ 12 ] |
| 15. Oktober 2010              | Wolkentanz                 | Hauspferd (Hannoveraner)                               | Zuchthengst | 19              |        |
| 8. Oktober 2010               | Butch                      | Hausschwein                                            | Flüchtiges Schwein | 13              |        |
| 30. August 2010               | Lomitas                    | Hauspferd (Englisches Vollblut)                        | Galopper des Jahres 1991 und Vollblut-Zuchthengst                                                                               | 22              |        |
| 21. Juli 2010                 | Okidoki                    | Hauspferd                                              | Springpferd, geritten von Albert Zoer, zahlreiche Titel                                                                         | 14              |        |
| 10. Juli 2010                 | Vilja                      | Asiatischer Elefant                                    | Zootier (Wilhelma); ältester Zooelefant Europas                                                                                 | 61              | [ 13 ] |
| 3. Juni 2010                  | Miss Ellie                 | Haushund (Chinesischer Schopfhund)                     | galt als „hässlichster Hund der Welt“                                                                                           | 17              |        |
| 11. März 2010                 | Laroche                    | Hauspferd                                              | Sieger im Deutschen Derby 1994 und Vollblut-Zuchthengst in Tschechien                                                           | 19              |        |
| 25. Januar 2010               | Blue Hors Matiné           | Hauspferd (Dänisches Warmblut)                         | Dressurpferd | 12              |        |
| 14. Januar 2010               | Casper                     | Hauskatze                                              | busfahrender Kater | ca. 12          |        |
| 14. Januar 2010               | Otto                       | Haushund (Dackel)                                      | ältester Hund der Welt | 20              |        |
| 2009                          | Calvaro Z                  | Hauspferd (Holsteiner)                                 | Zuchthengst, Springpferd | 22              |        |
| 30. Dezember 2009             | Paco                       | Sotalia                                                | einziger Sotalia-Delphin außerhalb Südamerikas, Zootier (Allwetterzoo Münster)                                                  | 40              |        |
| 29. Dezember 2009             | Big Shuffle                | Hauspferd                                              | mehrfacher Vollblut-Zuchthengst-Champion                                                                                        | 25              |        |
| 25. Dezember 2009             | Tanja                      | Flusspferd                                             | Zootier (Artis) | 49              | [ 14 ] |
| 9. November 2009              | Lavirco                    | Hauspferd (Englisches Vollblut)                        | Galopper des Jahres 1996 | 16              |        |
| 23. September 2009            | Gigolo FRH                 | Hauspferd (Hannoveraner)                               | Dressurpferd von Isabell Werth                                                                                                  | 26              |        |
| 22. September 2009            | Summer Squall              | Hauspferd                                              | Rennpferd, Gewinner der Preakness Stakes 1990                                                                                   | 22              | [ 15 ] |
| 14. September 2009            | Titus                      | Berggorilla                                            | von Dian Fossey erforscht | 35              | [ 16 ] |
| 2. September 2009             | Mr. Percival               | Brillenpelikan                                         | Filmtier | 35              |        |
| 7. August 2009                | Gibson                     | Haushund                                               | laut Guinness-Buch der Rekorde größter Hund der Welt mit 2,16 m                                                                 | 7               |        |
| 6. August 2009                | Sam                        | Koala                                                  | wurde zur Symbolfigur während der Buschfeuer in Victoria 2009                                                                   | 4               |        |
| 4. August 2009                | Benson                     | Karpfen                                                | zeitweilig größter Karpfen Großbritanniens                                                                                      | ca. 25          |        |
| 27. Juli 2009                 | Sybil                      | Hauskatze                                              | Chief Mouser to the Cabinet Office                                                                                              | ca. 3           |        |
| 28. Mai 2009                  | Platini                    | Hauspferd                                              | Galopper des Jahres 1992 | 20              |        |
| Mai 2009                      | Doretta                    | Hausgans                                               | später auch „Schröder“ genannt, bekannt als „Kanzlergans“                                                                       | 8               |        |
| 20. Februar 2009              | Socks                      | Hauskatze                                              | Katze des US-Präsidenten Bill Clinton                                                                                           | 18              | [ 17 ] |
| 19. Februar 2009              | Bolle                      | Haushund                                               | Filmtier (Gute Zeiten, schlechte Zeiten)                                                                                        | ca. 3–4         |        |
| 16. Januar 2009               | Hechti                     | Mississippi-Alligator                                  | Zootier (Aquazoo – Löbbecke Museum)                                                                                             | 60              | [ 18 ] |
| 9. Februar 2009               | Chambertin                 | Hauspferd (Holsteiner)                                 | Zuchthengst, Springpferd | ca. 15          |        |
| 4. Januar 2009                | India                      | Hauskatze                                              | Katze des US-Präsidenten George W. Bush und Laura Bush                                                                          | 18              |        |
| 2008                          | Rico                       | Haushund (Border Collie)                               | trat bei Wetten, dass..? auf | unbekannt       | ,      |
| 17. Dezember 2008             | Gregoire                   | Gemeiner Schimpanse                                    | ältester bekannter Schimpanse Afrikas                                                                                           | ca. 66          |        |
| 17. November 2008             | Debby                      | Eisbär                                                 | Zootier (Assiniboine Park Zoo), laut Guinness-Buch der Rekorde ältester Eisbär der Welt                                         | 42              |        |
| 13. August 2008               | Matze                      | Westlicher Flachlandgorilla                            | Zootier (Zoo Frankfurt), Wahrzeichen des Zoos; ältester Zuchtgorilla der Welt                                                   | ca. 51          |        |
| 14. April 2008                | JJ3                        | Braunbär                                               | wildlebender Braunbär in der Schweiz und jüngerer Bruder von JJ1 („Bruno“)                                                      | 2               | [ 19 ] |
| 8. Februar 2008               | Ah Meng                    | Sumatra-Orang-Utan                                     | Zootier (Zoo Singapur) | 47              |        |
| 29. Dezember 2007             | Nonja                      | Sumatra-Orang-Utan                                     | ältester Sumatra-Orang-Utan der Welt; Zootier (Zoo Miami)                                                                       | 55              |        |
| 30. Oktober 2007              | Washoe                     | Gemeiner Schimpanse                                    | erlernte die Gebärdensprache (American Sign Language)                                                                           | 42              |        |
| 8. Oktober 2007               | John Henry                 | Hauspferd                                              | Rennpferd | 32              | [ 20 ] |
| 6. September 2007             | Alex                       | Graupapagei                                            | konnte sprechen | ca. 31          |        |
| 21. August 2007               | Čabulītis                  | Mississippi-Alligator                                  | Zootier (Zoo von Riga) | ca. 72          |        |
| 26. Juli 2007                 | Shambo                     | Hausrind                                               | Bulle mit Tuberkulose aus dem Hindu-Tempel Skanda Vale in Wales                                                                 | 6               |        |
| 22. Juli 2007                 | Senkwekwe                  | Berggorilla                                            | Oberhaupt der Rugendo-Familie im Nationalpark Virunga                                                                           | unbekannt       | [ 21 ] |
| 2. Juni 2007                  | Seattle Dancer             | Hauspferd (Englisches Vollblut)                        | Rennpferd | 23              |        |
| 3. Mai 2007                   | Hogzilla II                | Schwein                                                | für seine Größe bekannter Eber                                                                                                  | unbekannt       |        |
| 26. März 2007                 | Yan Yan                    | Großer Panda                                           | Zootier (Zoologischer Garten Berlin)                                                                                            | 22              |        |
| 17. Februar 2007              | Aiken Cura                 | Hauspferd (Polo Argentino)                             | Polopferd | 11              | [ 22 ] |
| 16. Februar 2007              | Tanja                      | Walross                                                | Zootier (Erlebnis-Zoo Hannover)                                                                                                 | 33              |        |
| 2006                          | Ming                       | Islandmuschel                                          | langlebigstes nicht in einer Kolonie lebende Tier, das der Wissenschaft bekannt ist                                             | 507             |        |
| 29. November 2006             | Dewey Readmore Books       | Hauskatze                                              | Bibliothekskater der Stadtbücherei von Spencer (Iowa)                                                                           | 19              |        |
| 23. Dezember 2006             | Prinzesschen               | Weißstorch                                             | wurde für eine Fernsehsendung und diverse Bücher beobachtet                                                                     | ca. 16          | [ 23 ] |
| 13. November 2006             | Desert Orchid              | Hauspferd (Englisches Vollblut)                        | Rennpferd | 27              |        |
| 24. Oktober 2006              | Daisy                      | Haushund (Yorkshire Terrier)                           | Hund von Rudolph Moshammer | 13              |        |
| 9. Oktober 2006               | Apure (Spitzname: „Vater“) | Orinocodelfin                                          | Ältester Flussdelfin der Welt, Zootier (Zoo Duisburg), einzige Amazonasdelfin-Haltung außerhalb Venezuelas                      | über 40         | [ 24 ] |
| vermutlich 13. September 2006 | Watermill Stream           | Hauspferd                                              | Vielseitigkeitspferd, Europameister 1997 mit Bettina Hoy                                                                        | unbekannt       | [ 25 ] |
| September 2006                | Suma                       | Borneo-Orang-Utan                                      | Europas ältester Orang-Utan | 53              |        |
| 10. August 2006               | Fred the Undercover Kitty  | Hauskatze                                              | war als „Undercover Agent“ für das New York City Police Department tätig.                                                       | 1               |        |
| 11. Juli 2006                 | Wiarton Willie             | Waldmurmeltier                                         | Wetterprophet von 1999 bis 2006                                                                                                 | 8               | [ 26 ] |
| 2. Juli 2006                  | Tata                       | Krähe                                                  | älteste Krähe der Welt | 59              |        |
| 26. Juni 2006                 | JJ1 („Bruno“)              | Braunbär                                               | erster freilebender Braunbär in Deutschland seit 170 Jahren, galt als „Problembär“, Präparat im Museum Mensch und Natur München | 2               |        |
| 23. Juni 2006                 | Harriet                    | Galapagos-Riesenschildkröte                            | vermutlich von Charles Darwin gefangen                                                                                          | 176             |        |
| 22. Juni 2006                 | Moose                      | Haushund (Jack Russell Terrier)                        | Filmtier (Frasier, Mein Hund Skip)                                                                                              | 15              |        |
| 19. Juni 2006                 | Darco                      | Hauspferd (Mischung aus Hannoveraner und Gelderländer) | Springpferd, Zuchthengst | 26              |        |
| März oder April 2006          | König Faruqs Schildkröte   | Galapagos-Riesenschildkröte                            | Älteste Schildkröte | ca. 250         |        |
| 22. März 2006                 | Adwaita                    | Aldabra-Riesenschildkröte                              | ältestes lebendes Tier | 256             |        |
| 15. März 2006                 | Humphrey                   | Hauskatze                                              | Kater, bis 1997 Mäusefänger in der Amtswohnung des britischen Premierministers                                                  | 18              |        |
| 10. März 2006                 | Luna                       | Schwertwal                                             | von den Mowachaht-Muchalaht-Indianern verehrt                                                                                   | 6               |        |

### 2001–2005
| Todesdatum         | Name              | Tierart (Rasse)                          | bekannt als                                                           | Alter in Jahren | Beleg  |
| ------------------ | ----------------- | ---------------------------------------- | --------------------------------------------------------------------- | --------------- | ------ |
| 31. Dezember 2005  | Bulette           | Flusspferd                               | Zootier (Zoologischer Garten Berlin)                                  | 53              |        |
| 13. Dezember 2005  | Poetin            | Hauspferd                                | Dressurpferd                                                          | 8               |        |
| November 2005      | Sam               | Haushund (Chinesischer Schopfhund)       | mehrmals hässlichster Hund der Welt                                   | 14              |        |
| 14. November 2005  | Domino-Spatz      | Haussperling                             | Präparat im Natuurhistorisch Museum Rotterdam                         | unbekannt       |        |
| 4. Oktober 2005    | Minazō            | See-Elefant                              | dressierter See-Elefant, Zootier (Shin-Enoshima-Aquarium in Fujisawa) | ca. 11          |        |
| 26. September 2005 | Mondrian          | Hauspferd (Englisches Vollblut)          | Rennpferd, Zuchthengst, Sieger im Dt. Derby, Galopper des Jahres 1989 | 19              |        |
| 6. August 2005     | Creme Puff        | Hauskatze                                | älteste bekannte Katze laut Guinness-Buch der Rekorde                 | 38              | [ 27 ] |
| 2. April 2005      | Acatenango        | Hauspferd (Englisches Vollblut)          | Rennpferd, Zuchthengst                                                | 23              |        |
| 2004               | Farbenfroh        | Hauspferd (Westfale)                     | Dressurpferd                                                          | 14              |        |
| 2004               | Kolibri           | Hauspferd (Edles Warmblut)               | Zuchthengst                                                           | 25              | [ 28 ] |
| 17. Juni 2004      | Hogzilla          | Schwein (Hausschwein-Wildschwein-Hybrid) | Für seine Größe bekannter Eber                                        | unbekannt       |        |
| 4. April 2004      | Timothy           | Maurische Landschildkröte                | Maskottchen des britischen Militärs                                   | 160             |        |
| 2. April 2004      | Herman            | Hausrind                                 | weltweit erstes genetisch verändertes Rind, Präparat im Naturalis     | 13              |        |
| 12. Dezember 2003  | Keiko             | Schwertwal                               | Filmtier (Free Willy, Free Willy 2, Free Willy 3)                     | ca. 26–27       |        |
| 24. November 2003  | Copito            | Westlicher Flachlandgorilla              | weltweit einzig bekannter weißer Gorilla, Zootier (Zoo Barcelona)     | ca. 40          |        |
| 2. Oktober 2003    | Calvaro           | Hauspferd (Holsteiner)                   | Springpferd                                                           | 17              |        |
| 17. Juli 2003      | Antje             | Walross                                  | Zootier (Tierpark Hagenbeck), Maskottchen des Norddeutschen Rundfunks | 27              |        |
| 13. Mai 2003       | Danehill          | Hauspferd (Englisches Vollblut)          | Rennpferd, Zuchthengst                                                | 17              |        |
| 26. Februar 2003   | Lin Wang          | Asiatischer Elefant                      | ältester Elefant                                                      | 86              |        |
| 14. Februar 2003   | Dolly             | Hausschaf                                | erstes durch ein Klonverfahren erzeugtes Säugetier                    | 6               |        |
| 2002               | Cat Mandu         | Hauskatze                                | Parteivorsitzende der Official Monster Raving Loony Party             | 7               |        |
| 6. November 2002   | Heiyantuduwa Raja | Sri-Lanka-Elefant                        | Träger der Zahnreliquie des Buddha bei der Dalada-Perahera-Prozession | ca. 78          |        |
| 19. August 2002    | Sunday Silence    | Hauspferd (Englisches Vollblut)          | Rennpferd, Zuchthengst, begründete die japanische Vollblutzucht       | 16              |        |
| 7. Mai 2002        | Seattle Slew      | Hauspferd (Englisches Vollblut)          | Rennpferd, Zuchthengst                                                | 28              |        |
| 25. Januar 2002    | Marjan            | Löwe                                     | Zootier (Kabuler Zoo)                                                 | 26              |        |
| 14. Januar 2002    | Donnerhall        | Hauspferd (Oldenburger)                  | Dressurpferd, Zuchthengst                                             | 20              | [ 29 ] |
| 2. Januar 2002     | Buddy             | Haushund (Labrador Retriever)            | Hund des US-Präsidenten Bill Clinton                                  | 4               |        |
| Dezember 2001      | Maltschik         | Haushund (Mischlingshund)                | herrenloser Hund in Moskau, wurde getötet                             | ca. 5           |        |
| 30. Oktober 2001   | Rembrandt         | Hauspferd (Westfale)                     | Dressurpferd                                                          | 24              |        |
| September 2001     | Lou Dog           | Haushund (Dalmatiner)                    | Maskottchen der Band Sublime                                          | 11              |        |
| Januar 2001        | Caletto I         | Hauspferd (Holsteiner)                   | Zuchthengst, Springpferd                                              | 25              |        |
| 8. Januar 2001     | El Shaklan        | Hauspferd (Vollblutaraber)               | Schaupferd, Zuchthengst                                               | 26              |        |

## 20. Jahrhundert

### 1976–2000
| Todesdatum         | Name                 | Tierart (Rasse)                      | bekannt als | Alter in Jahren |
| ------------------ | -------------------- | ------------------------------------ | --- | --------------- |
| 2000               | Ken Allen            | Orang-Utan                           | Zootier (San Diego Zoo), flüchtete dreimal                                                                           | 29              |
| 2000               | Walzerkönig          | Hauspferd (Hannoveraner)             | Springpferd | ca. 21          |
| 27. August 2000    | Deister              | Hauspferd (Hannoveraner)             | Springpferd | 29              |
| 10. Mai 2000       | Bart the Bear        | Kodiakbär                            | Filmtier | 23              |
| 5. Mai 2000        | Cumulina             | Hausmaus                             | erstes geklontes Nagetier                                                                                            | 2               |
| 27. April 2000     | Cor de la Bryère     | Hauspferd (Cheval de Selle Français) | Zuchthengst | 32              |
| 2. Februar 2000    | Willie B.            | Westlicher Flachlandgorilla          | Zootier (Zoo Atlanta)                                                                                                | 41              |
| 5. Januar 2000     | Abdullah             | Hauspferd (Trakehner)                | Springpferd, Zuchthengst                                                                                             | 29              |
| 11. Dezember 1999  | Big Ben              | Hauspferd (Belgisches Warmblut)      | Springpferd | 23              |
| 3. November 1999   | Surumu               | Hauspferd (Englisches Vollblut)      | Rennpferd, Zuchthengst                                                                                               | 25              |
| 4. Juli 1999       | Milton               | Hauspferd (KWPN)                     | Springpferd | ca. 22          |
| 26. Juni 1999      | Nebos                | Hauspferd (Englisches Vollblut)      | Rennpferd, Zuchthengst                                                                                               | ca. 23          |
| 1998               | Windwurf             | Hauspferd (Englisches Vollblut)      | Rennpferd, Zuchthengst                                                                                               | ca. 26          |
| 17. September 1998 | Hanoverhill Starbuck | Hausrind (Holstein-Rind)             | Zuchtbulle | 19              |
| 18. April 1998     | Luise                | Wildschwein                          | Suchtier für Rauschgift und Sprengstoff                                                                              | 13              |
| 10. Februar 1998   | Air Buddy            | Haushund (Golden Retriever)          | Filmtier (Air Bud – Champion auf vier Pfoten, Full House)                                                            | 10              |
| 1997               | Alpenkönig           | Hauspferd (Englisches Vollblut)      | Rennpferd, Zuchthengst                                                                                               | ca. 30          |
| 1995               | At Talaq             | Hauspferd (Englisches Vollblut)      | Rennpferd, Zuchthengst                                                                                               | 14              |
| 23. August 1995    | Königsstuhl          | Hauspferd (Englisches Vollblut)      | Rennpferd, Zuchthengst                                                                                               | 19              |
| 2. März 1995       | Beerbohm             | Hauskatze                            | Hauskater des Gielgud Theatre London                                                                                 | 20              |
| nach 1994          | Priamos              | Hauspferd (Englisches Vollblut)      | Rennpferd, Zuchthengst                                                                                               | über 30         |
| 1994               | Jalisco B            | Hauspferd (Cheval de Selle Français) | Springpferd, Zuchthengst                                                                                             | 29              |
| 23. Dezember 1994  | Sahib-Fridolin       | Indischer Elefant                    | Zirkustier | 31              |
| 14. September 1994 | Lombard              | Hauspferd (Englisches Vollblut)      | Rennpferd, Zuchthengst                                                                                               | 27              |
| 20. August 1994    | Tyke                 | Afrikanischer Elefant                | Zirkustier, im Circus International of Honolulu, Hawaii                                                              | 20              |
| 1993               | Tomba                | Hauskatze                            | bergsteigende Katze                                                                                                  | 5               |
| 16. November 1993  | Tohui                | Großer Panda                         | Zootier (Zoológico de Chapultepec)                                                                                   | 12              |
| 9. Juli 1993       | Sefton               | Hauspferd                            | diente in der British Army, überlebte 1982 den Bombenanschlag im Hyde Park und Regent’s Park                         | über 26         |
| 1992               | Ahlerich             | Hauspferd (Westfale)                 | Dressurpferd | ca. 21          |
| 15. April 1992     | Nijinsky II          | Hauspferd (Englisches Vollblut)      | Rennpferd, Zuchthengst, bisher letzter Gewinner der Triple Crown in Großbritannien                                   | 25              |
| 1991               | Almé Z               | Hauspferd (Cheval de Selle Français) | Springpferd, Zuchthengst                                                                                             | 25              |
| 1991               | Pilot                | Hauspferd (Westfale)                 | Zuchthengst | ca. 17          |
| 1990               | Burmese              | Hauspferd                            | Reitpferd von Königin Elisabeth II. bei der Parade Trooping the Colour 1969 bis 1986                                 | ca. 28          |
| Herbst 1990        | Gharib               | Hauspferd (Vollblutaraber)           | Zuchthengst | 25              |
| 16. November 1990  | Northern Dancer      | Hauspferd (Englisches Vollblut)      | Rennpferd, Zuchthengst                                                                                               | 29              |
| 1989               | Tuffi                | Asiatischer Elefant                  | Zirkustier, überlebte 1950 einen Sprung aus der Wuppertaler Schwebebahn unverletzt                                   | ca. 43          |
| 1989               | Wohlklang            | Hauspferd (Hannoveraner)             | Dressurpferd (Freiheitsdressur), Zuchthengst                                                                         | 27              |
| 4. Oktober 1989    | Secretariat          | Hauspferd (Englisches Vollblut)      | Rennpferd, Zuchthengst                                                                                               | 19              |
| 1988               | Wilberforce          | Hauskatze                            | Chief Mouser to the Cabinet Office, Kater von vier britischen Premierministern                                       | über 15         |
| 7. Dezember 1988   | Sassafras            | Hauspferd (Englisches Vollblut)      | Rennpferd, Zuchthengst                                                                                               | ca. 21          |
| 16. Juli 1988      | Raja                 | Sri-Lanka-Elefant                    | Tempelelefant im Sri Dalada Maligawa                                                                                 | 75              |
| 20. Juni 1988      | Knautschke           | Flusspferd                           | Zootier, wurde im Zoologischen Garten Berlin geboren und überlebte die Luftangriffe des Zweiten Weltkrieges          | 45              |
| 1987               | Lucy                 | Gemeiner Schimpanse                  | erlernte die Zeichensprache                                                                                          | 23              |
| 1987               | Lirung               | Hauspferd (Englisches Vollblut)      | Rennpferd | 5               |
| 25. Dezember 1987  | Star Appeal          | Hauspferd (Englisches Vollblut)      | Rennpferd, Zuchthengst                                                                                               | ca. 17          |
| 20. März 1987      | Towser               | Hauskatze                            | Katze der schottischen Whiskydestillerie Glenturret, soll laut Guinness-Buch der Rekorde 28.899 Mäuse gefangen haben | 23              |
| 1986               | Furioso II           | Hauspferd (Cheval de Selle Français) | Dressurpferd, Springpferd, Zuchthengst                                                                               | 21              |
| 1986               | Petros               | Rosapelikan                          | Maskottchen der griechischen Insel Mykonos                                                                           | über 28         |
| 10. Oktober 1985   | Petermann            | Gemeiner Schimpanse                  | Zootier (Kölner Zoo), auf der Flucht erschossen                                                                      | 38              |
| 25. Juli 1985      | Hoover               | Seehund                              | ahmte die menschliche Stimme nach, Zootier (New England Aquarium)                                                    | 14              |
| 1984               | Caletto II           | Hauspferd (Holsteiner)               | Zuchthengst | ca. 6           |
| 30. Dezember 1984  | Massa                | Gorilla                              | einer der ältesten Gorillas                                                                                          | 54              |
| 29. November 1984  | Miss Baker           | Guyana-Totenkopfaffe                 | überlebte einen Weltraumflug                                                                                         | ca. 27          |
| 16. Oktober 1983   | Kelso                | Hauspferd (Englisches Vollblut)      | Rennpferd, erfolgreichster Vollblutwallach aller Zeiten                                                              | 26              |
| 14. Oktober 1983   | Go Man Go            | Hauspferd (American Quarter Horse)   | Rennpferd, Zuchthengst                                                                                               | 30              |
| Februar 1983       | Shergar              | Hauspferd (Englisches Vollblut)      | Rennpferd, Zuchthengst, wurde nach einem Erpressungsversuch getötet                                                  | 4               |
| 19. Januar 1983    | Ham                  | Gemeiner Schimpanse                  | erster höherer Primat im Weltraum                                                                                    | 26              |
| 1982               | F. D. C. Willard     | Hauskatze (Siamkatze)                | Verfasser von zwei Arbeiten zur Tieftemperaturphysik in wissenschaftlichen Fachzeitschriften                         | 14              |
| 1981               | Pepel                | Hauspferd (Trakehner)                | Dressurpferd, Zuchthengst                                                                                            | 25              |
| 26. Juni 1981      | Luciano              | Hauspferd (Englisches Vollblut)      | Rennpferd, Zuchthengst                                                                                               | 17              |
| 20. November 1979  | Red Dog              | Haushund (Mischlingshund)            | war in Westaustralien als Anhalter unterwegs, Film Red Dog                                                           | 8               |
| 19. Juli 1979      | Sweetheart           | Leistenkrokodil                      | griff kleinere Außenbordmotor-Fischerboote in Australien an                                                          | ca. 50          |
| 19. Mai 1979       | Halla                | Hauspferd (Hessisches Warmblut)      | Pferd mit den meisten olympischen Goldmedaillen                                                                      | 34              |
| 1978               | Peta                 | Hauskatze                            | Chief Mouser to the Cabinet Office                                                                                   | über 14         |
| 21. Juli 1978      | Motty                | Elefant                              | bisher einziger bekannter Hybrid von Asiatischem und Afrikanischem Elefant                                           | 0 (10 Tage)     |
| 7. Juli 1978       | Morris the Cat       | Hauskatze                            | Filmtier (58 Katzenfutter-Werbespots der Marke 9Lives)                                                               | 19              |
| 31. Dezember 1977  | Digit                | Berggorilla                          | erforscht von Dian Fossey                                                                                            | über 10         |
| 2. Dezember 1976   | Guruvayur Keshavan   | Asiatischer Elefant                  | Tempelelefant | 74              |

### 1941–1975
| Todesdatum                | Name                       | Tierart (Rasse)                                         | bekannt als                                                                                                  | Alter in Jahren |
| ------------------------- | -------------------------- | ------------------------------------------------------- | --- | --------------- |
| 1975                      | Orsini                     | Hauspferd (Englisches Vollblut)                         | Rennpferd, Zuchthengst                                                                                       | 21              |
| 27. oder 28. Oktober 1975 | Ziggy                      | Asiatischer Elefant                                     | einer der ältesten Asiatischen Elefanten                                                                     | 58              |
| 22. Juli 1975             | Hadban Enzahi              | Hauspferd (Vollblutaraber)                              | Zuchthengst                                                                                                  | 22              |
| 7. Juli 1975              | Ruffian                    | Hauspferd (Englisches Vollblut)                         | Rennpferd | 3               |
| 29. Juni 1975             | Shanti                     | Asiatischer Elefant                                     | Zootier (Zoologischer Garten Berlin)                                                                         | unbekannt       |
| 1974                      | Snowman                    | Hauspferd                                               | Springpferd                                                                                                  | 26              |
| Juni 1974                 | Ebebin                     | Westlicher Gorilla                                      | ausgebrochen und erschossen                                                                                  | über 8          |
| 5. April 1974             | Neckar                     | Hauspferd (Englisches Vollblut)                         | Rennpferd, Zuchthengst                                                                                       | 25              |
| Nach 1973                 | Christian                  | Löwe                                                    | aus dem Londoner Kaufhaus Harrods, wurde ausgewildert                                                        | über 4          |
| 29. März 1973             | Lump                       | Haushund (Dackel)                                       | Hund von Pablo Picasso                                                                                       | unbekannt       |
| 1972 oder 1974            | Gaudenzia                  | Hauspferd (Halbblut)                                    | Rennpferd | 30              |
| 1972                      | Ghazal                     | Hauspferd (Vollblutaraber)                              | Zuchthengst                                                                                                  | 19              |
| Dezember 1972?            | Fe, Fi, Fo, Fum und Phooey | Kleine Taschenmaus                                      | Weltraumflug, umrundeten den Mond                                                                            | unbekannt       |
| 22. Juli 1972             | Chi Chi                    | Großer Panda                                            | Zootier (London Zoo), Modell für das Logo des WWF                                                            | 15              |
| vermutlich 1972           | Beauty                     | Hauspferd (American Saddlebred)                         | Filmtier, das in vielen Filmen mitwirkte                                                                     | ca. 29          |
| 12. Juni 1971             | Bold Ruler                 | Hauspferd (Englisches Vollblut)                         | Rennpferd, Zuchthengst                                                                                       | 17              |
| nach 1970                 | Pabst Ideal                | Hausrind (Holstein-Rind)                                | Zuchtbulle                                                                                                   | über 9          |
| 8. August 1970            | Citation                   | Hauspferd (Englisches Vollblut)                         | erstes Rennpferd, das ein Preisgeld von einer Million US-Dollar erlief                                       | 25              |
| 1969                      | Jacky                      | Gemeiner Schimpanse                                     | konnte Schlittschuh laufen, Präparat im Zoologischen Museum Zürich                                           | über 11         |
| 1969                      | Permit                     | Hauspferd                                               | Trabrennpferd, Zuchthengst                                                                                   | 24              |
| nach 1968                 | Pigasus                    | Hausschwein                                             | nominiert zur Präsidentschaftswahl in den Vereinigten Staaten 1968                                           | unbekannt       |
| 1968                      | Bamboo Harvester           | Hauspferd (Mischung aus American Saddlebred und Araber) | Filmtier (Mr. Ed)                                                                                            | 19              |
| 16. Dezember 1968         | Poco Lena                  | Hauspferd (American Quarter Horse)                      | Cuttingpferd                                                                                                 | 19              |
| 13. August 1968           | Room 8                     | Hauskatze                                               | Schulkatze der Elysian Heights Elementary School                                                             | ca. 21          |
| 13. Mai 1968              | Sergeant Reckless          | Hauspferd                                               | Kriegspferd, u. a. im Koreakrieg eingesetzt, mehrfach ausgezeichnet                                          | ca. 20          |
| nach 1967                 | Anilin                     | Hauspferd                                               | Rennpferd, Preis von Europa                                                                                  | über 6          |
| nach 1967                 | Orangey                    | Hauskatze                                               | Filmtier | über 16         |
| 1967                      | Pickles                    | Haushund (Mischlingshund)                               | fand den verschwundenen Coupe Jules Rimet der Fußball-Weltmeisterschaften                                    | 4/5             |
| 16. November 1967         | Native Dancer              | Hauspferd (Englisches Vollblut)                         | Rennpferd, Zuchthengst                                                                                       | 17              |
| 1966                      | Proximity                  | Hauspferd (American Standardbred)                       | Trabrennpferd                                                                                                | 24              |
| 26. August 1966           | Meteor                     | Hauspferd (Holsteiner)                                  | Springpferd                                                                                                  | 23              |
| nach 1965                 | Pulpit                     | Wisent                                                  | zog durch Südpolen                                                                                           | unbekannt       |
| Oktober 1965              | Marlene                    | Lederschildkröte                                        | verirrte sich in die Ostsee, Präparat im Meeresmuseum Stralsund                                              | unbekannt       |
| 3. Juli 1965              | Trigger                    | Hauspferd                                               | Filmtier (mehrere Hollywoodfilme mit Roy Rogers)                                                             | 33              |
| 19. Mai 1965              | Tuʻi Malila                | Strahlenschildkröte                                     | Geschenk von James Cook an die königliche Familie von Tonga                                                  | 188 oder 192    |
| 23. März 1965             | Julmond                    | Hauspferd (Trakehner)                                   | Zuchthengst                                                                                                  | 26              |
| 1964                      | Congo                      | Gemeiner Schimpanse                                     | Zootier (London Zoo), malte unter Desmond Morris 400 Bilder und Zeichnungen                                  | 10              |
| 1964                      | Peter III                  | Hauskatze                                               | Chief Mouser to the Cabinet Office                                                                           | über 18         |
| 5. November 1964          | Peter the Cat              | Hauskatze                                               | lebte im Lord’s Cricket Stadion                                                                              | 14              |
| Dezember 1963             | Wojtek                     | Syrischer Braunbär                                      | diente in der polnischen Armee                                                                               | 22              |
| November 1963             | Osborndale Ivanhoe         | Hausrind (Holstein-Rind)                                | Zuchtbulle, einer der fünf Stammväter der modernen Holsteinzucht                                             | 11              |
| nach 18. Oktober 1963     | Félicette                  | Hauskatze                                               | erste Katze im Weltraum                                                                                      | unbekannt       |
| April 1963                | Colossus                   | Netzpython                                              | längster in Gefangenschaft gehaltener Netzpython, Zootier (Pittsburgh Zoo & Aquarium)                        | über 14         |
| 4. November 1962          | Enos                       | Gemeiner Schimpanse                                     | Weltraumflug                                                                                                 | unbekannt       |
| nach 1961                 | Zygan                      | Haushund                                                | eines der ersten Wirbeltiere im Weltraum                                                                     | über 10         |
| 24. August 1961           | Huaso                      | Hauspferd (Englisches Vollblut)                         | Springpferd mit Weltrekord im Mächtigkeitsspringen                                                           | 28              |
| 3. Juni 1961              | G.I. Joe                   | Haustaube (Brieftaube)                                  | Brieftaube der US-amerikanischen Armee, mit Einsätzen in Nordafrika und Italien im Zweiten Weltkrieg         | 18              |
| 24. Januar 1961           | Elsa                       | Löwe                                                    | wurde von den Naturforschern George Adamson und Joy Adamson aufgezogen                                       | 5               |
| nach 1960                 | Belka und Strelka          | Haushund                                                | erste Lebewesen, die einen Weltraumflug in der Erdumlaufbahn überlebten                                      | unbekannt       |
| 1. Januar 1960            | Nazeer                     | Hauspferd (Vollblutaraber)                              | Zuchthengst                                                                                                  | 25              |
| nach 1959                 | Thila                      | Hauspferd (Englisches Vollblut)                         | Rennpferd | über 5          |
| 1959                      | War Admiral                | Hauspferd (Englisches Vollblut)                         | Rennpferd | 25              |
| 1. Juni 1959              | Able                       | Rhesusaffe                                              | überlebte als erster Primat einen Weltraumflug                                                               | 1               |
| 1958                      | Ticino                     | Hauspferd (Englisches Vollblut)                         | Rennpferd, Zuchthengst                                                                                       | 19              |
| 1957                      | Lady Wonder                | Hauspferd                                               | hatte angeblich übersinnliche Fähigkeiten                                                                    | 33              |
| 3. November 1957          | Laika                      | Haushund (Mischlingshund)                               | Weltraumflug, erstes Lebewesen im Erdorbit                                                                   | ca. 3           |
| 25. Februar 1957          | Rieke                      | Giraffe                                                 | Zootier (Zoologischer Garten Berlin), Skelett in der Veterinärmedizinischen Bibliothek der FU Berlin         | 19              |
| 1955                      | Bordkatze der Bismarck     | Hauskatze                                               | Bordkatze des Schlachtschiffes Bismarck, des Zerstörers Cossack und des Flottenträgers Ark Royal             | über 14         |
| 20. Juli 1955             | Little Tyke                | Löwe                                                    | wurde fleischlos ernährt                                                                                     | 8               |
| nach 1954                 | Jimmy the Raven            | Kolkrabe                                                | Filmtier (1000 Filme)                                                                                        | über 20         |
| 5. April 1952             | Fala                       | Haushund (Scottish Terrier)                             | Hund des US-Präsidenten Franklin D. Roosevelt                                                                | 11              |
| 23. März 1952             | Clarence                   | Haussperling                                            | dressierter Spatz, Symbolfigur für den Durchhaltewillen der von Luftangriffen geplagten Londoner Bevölkerung | 11              |
| 29. Juli 1951             | Desik                      | Haushund                                                | eines der ersten Wirbeltiere im Weltraum                                                                     | unbekannt       |
| 1. Januar 1951            | Bushman                    | Westlicher Flachlandgorilla                             | Zootier (Lincoln Park Zoo)                                                                                   | 22/23           |
| 1950                      | Schwarzgold                | Hauspferd (Englisches Vollblut)                         | Rennpferd | 13              |
| 17. Februar 1950          | Judy                       | Haushund (English Pointer)                              | Empfänger der Dickin Medal                                                                                   | 13/14           |
| 28. November 1949         | Simon                      | Hauskatze                                               | Schiffskatze der Sloop HMS Amethyst                                                                          | ca. 2           |
| 25. November 1949         | Buddy                      | Gorilla                                                 | als Monster „Gargantua“ vermarktet                                                                           | 20              |
| 25. Juni 1949             | Tommy Tucker               | Grauhörnchen                                            | Werbefigur beim Verkauf von Kriegsanleihen                                                                   | 7               |
| 1947                      | Barry                      | Haushund (Mischlingshund)                               | Hund von Kurt Franz, dem letzten Kommandanten des Vernichtungslagers Treblinka                               | über 5          |
| 1947                      | Oleander                   | Hauspferd (Englisches Vollblut)                         | Rennpferd, Zuchthengst                                                                                       | 24              |
| 1. November 1947          | Man o’ War                 | Hauspferd (Englisches Vollblut)                         | Rennpferd | 30              |
| 28. August 1947           | Islero                     | Hausrind (Spanisches Kampfrind)                         | tötete den spanischen Stierkämpfer Manolete, Schädel in einem Restaurant in Madrid                           | 2               |
| Ende Juni 1947            | Peter II                   | Hauskatze                                               | Chief Mouser to the Cabinet Office                                                                           | unbekannt       |
| 17. Mai 1947              | Seabiscuit                 | Hauspferd (Englisches Vollblut)                         | Rennpferd, dessen erfolgreiches Leben mehrmals verfilmt wurde                                                | 13              |
| März 1947                 | Mike                       | Haushuhn                                                | lebte 18 Monate ohne Kopf                                                                                    | 2               |
| nach 1946                 | Nelson                     | Hauskatze                                               | Chief Mouser to the Cabinet Office                                                                           | über 6          |
| nach 1946                 | Peter                      | Hauskatze                                               | Chief Mouser to the Cabinet Office                                                                           | über 17         |
| nach 1945                 | Jackie                     | Haushund (Mischlingshund)                               | „Hitler-Hund“, hob die Pfote zum Hitlergruß                                                                  | über 4          |
| 1945                      | Alchimist                  | Hauspferd (Englisches Vollblut)                         | Rennpferd, Zuchthengst                                                                                       | 15              |
| 1945                      | Herold                     | Hauspferd (Englisches Vollblut)                         | Rennpferd, Zuchthengst                                                                                       | ca. 28          |
| 30. April 1945            | Blondi                     | Haushund (Deutscher Schäferhund)                        | Hund von Adolf Hitler                                                                                        | über 10         |
| 1944 oder 1945            | Terry                      | Haushund (Cairn Terrier)                                | Filmtier | 11              |
| 24. Juli 1944             | Bamse                      | Haushund (Bernhardiner)                                 | Schiffshund                                                                                                  | 7               |
| 1. April 1944             | Just Nuisance              | Haushund (Deutsche Dogge)                               | einziger Hund, der jemals Vollmatrose der Royal Navy war                                                     | 7               |
| nach 1943                 | Munich Mouser              | Hauskatze                                               | Chief Mouser to the Cabinet Office                                                                           | über 6          |
| 16. Mai 1943              | Nigger                     | Haushund (Labrador Retriever)                           | Maskottchen der No. 617 Squadron der Royal Air Force                                                         | unbekannt       |
| 22. April 1943            | Nereide                    | Hauspferd (Englisches Vollblut)                         | Rennpferd, Zuchtstute                                                                                        | 10              |
| 12. Oktober 1942          | Tony                       | Hauspferd                                               | Filmtier, Stuntpferd                                                                                         | 43              |
| 10. Oktober 1942          | Kidron                     | Hauspferd                                               | Kriegspferd des General of the Armies of the United States John J. Pershing                                  | ca. 35          |

### 1901–1940
| Todesdatum         | Name              | Tierart (Rasse)                  | bekannt als | Alter in Jahren |
| ------------------ | ----------------- | -------------------------------- | --- | --------------- |
| nach 1939          | Skippy            | Haushund (Foxterrier)            | Filmtier | über 8          |
| 9. Oktober 1937    | Kurwenal          | Haushund (Dackel)                | Hund der Künstlerin Mathilde Freiin von Freytag-Loringhoven                                                                              | 8               |
| 4. April 1937      | Jean qui rit      | Mississippi-Alligator            | einer der ältesten Mississippi-Alligatoren, im Jardin des Plantes                                                                        | 84              |
| 1936               | Civilón           | Hausrind (Spanisches Kampfrind)  | wurde durch die Sympathie des Publikums gerettet                                                                                         | unbekannt       |
| 7. September 1936  | Benjamin          | Beutelwolf                       | letzter bekannter Beutelwolf | über 12         |
| nach 1935          | Martina           | Graugans                         | Studienobjekt des Verhaltensforschers Konrad Lorenz                                                                                      | unbekannt       |
| 1935               | Roland            | Südlicher See-Elefant            | Zootier (Zoologischer Garten Berlin) | über 5          |
| 1. August 1935     | Bobby             | Gorilla                          | Zootier (Zoologischer Garten Berlin), dargestellt im Logo dieses Zoos, Präparat im Museum für Naturkunde Berlin                          | 7               |
| 8. März 1935       | Hachikō           | Haushund (Akita)                 | gilt in Japan als Inbegriff des treuen Hundes und von Treue überhaupt                                                                    | 11              |
| nach 1933          | Shahzada          | Hauspferd (Vollblutaraber)       | Rennpferd, Zuchthengst | über 20         |
| 14. März 1933      | Balto             | Haushund                         | Leithund im letzten Schlittenhundegespann beim Serum Run to Nome, Präparat im Cleveland Museum of Natural History                        | 14              |
| 16. Januar 1933    | Tempelhüter       | Hauspferd (Trakehner)            | Zuchthengst | 28              |
| 10. August 1932    | Rin Tin Tin       | Haushund (Deutscher Schäferhund) | Filmtier (26 Filme) | 13              |
| 5. April 1932      | Phar Lap          | Hauspferd (Englisches Vollblut)  | Rennpferd | 6               |
| 16. Januar 1932    | The Light of Asia | Elefant                          | Zirkustier | über 48         |
| nach 1931          | Nigra Zscheiplitz | Hauspferd (Araber)               | Zuchtstute | über 13         |
| April 1931         | Huberta           | Flusspferd                       | bekannt durch seinen Wandertrieb, Präparat im Amathole-Museum                                                                            | über 2          |
| 1930               | Pep               | Haushund (Labrador Retriever)    | Therapiehund im Eastern State Penitentiary                                                                                               | ca. 7           |
| 17. September 1930 | Old Tom           | Schwertwal                       | arbeitete mit Walfängern von Eden an der Südostküste Australiens zusammen, Skelett im Eden Killer Whale Museum                           | ca. 35          |
| Februar 1930       | Skowronek         | Hauspferd (Vollblutaraber)       | Zuchthengst | ca. 22          |
| 5. Dezember 1929   | Togo              | Haushund (Siberian Husky)        | Schlittenhund auf dem längsten und schwierigsten Teilstück des Serum Run to Nome, wichtiger Vorfahre der heute lebenden Siberian Huskies | 16              |
| 24. Juni 1929      | Strongheart       | Haushund (Deutscher Schäferhund) | Filmtier (6 Filme) | unbekannt       |
| nach 1928          | Pepper the Cat    | Hauskatze                        | Filmtier (18 Filme) | über 16         |
| 1928               | Dark Ronald       | Hauspferd (Englisches Vollblut)  | Rennpferd, Zuchthengst | ca. 23          |
| 16. März 1926      | Stubby            | Haushund                         | am höchsten ausgezeichneter Hund des Ersten Weltkriegs, Sergeant                                                                         | 9               |
| nach 1924          | Treasury Bill     | Hauskatze                        | Chief Mouser to the Cabinet Office | unbekannt       |
| nach 1922          | Robust M 301      | Hausschwein (Meißner Schwein)    | Zuchteber | über 10         |
| 1922               | John Daniel       | Westlicher Flachlandgorilla      | Zirkustier (Barnum & Bailey), Präparat im American Museum of Natural History                                                             | 4               |
| 18. November 1922  | Hattie            | Elefant                          | Zootier (Central Park Zoo), bekannt für seine Kunststücke                                                                                | 23–40           |
| 1920               | Bauschan          | Haushund                         | Hund von Thomas Mann, verewigt in Herr und Hund                                                                                          | 4               |
| 13. Juni 1919      | Cher Ami          | Haustaube (Brieftaube)           | Brieftaube des United States Army Signal Corps im Ersten Weltkrieg                                                                       | 1               |
| Januar 1917        | Galtee More       | Hauspferd (Englisches Vollblut)  | Rennpferd, Zuchthengst | 23              |
| um 1916            | Kluger Hans       | Hauspferd (Orlow-Traber)         | konnte angeblich rechnen und zählen | unbekannt       |
| 1916               | La Fleche         | Hauspferd (Englisches Vollblut)  | Rennpferd, Zuchtstute | 27              |
| 13. September 1916 | Mary              | Asiatischer Elefant              | Zirkustier, wurde gehängt | unbekannt       |
| 30. Oktober 1915   | Mrs. Chippy       | Hauskatze                        | Schiffskatze der Endurance auf Ernest Shackletons Imperial Trans-Antarctic Expedition                                                    | unbekannt       |
| nach 1914          | Muhamed           | Hauspferd (Araber)               | rechnendes Pferd | über 15         |
| 1914               | Mimir             | Leopard                          | Filmtier (9 Filme) | unbekannt       |
| 1. September 1914  | Martha            | Wandertaube                      | letzte bekannte Wandertaube | 29              |
| nach 1913          | Pauline Wayne     | Hausrind (Holstein-Rind)         | Kuh des US-Präsidenten William Howard Taft                                                                                               | über 6          |
| nach 1913          | König von Rom     | Haustaube (Renntaube)            | gewann 1913 das Rennen von Rom nach England, Präparat im Derby Museum and Art Gallery                                                    | unbekannt       |
| nach April 1912    | Pelorus Jack      | Rundkopfdelfin                   | folgte Dampfern durch die Cookstraße Neuseelands                                                                                         | über 24         |
| Mai 1911           | Monarch           | Grizzlybär                       | Motiv für die Flagge Kaliforniens, Präparat in der California Academy of Sciences                                                        | über 22         |
| 10. November 1909  | Haleb             | Hauspferd (Vollblutaraber)       | Rennpferd, Zuchthengst | ca. 8           |
| nach 1908          | Kaukasus          | Wisent                           | Zuchtwisent, Begründer der Flachland-Kaukasus-Linie                                                                                      | unbekannt       |
| 2. April 1908      | St. Simon         | Hauspferd (Englisches Vollblut)  | Rennpferd, Zuchthengst | 27              |
| 1907               | Champawat-Tiger   | Königstiger                      | tötete über 400 Menschen | über 7          |
| nach 1904          | Moifaa            | Hauspferd                        | Rennpferd | über 9          |
| 27. Februar 1904   | Tiger von Sabrodt | Wolf                             | letzter freilebender Wolf in Deutschland für fast ein Jahrhundert, Präparat im Stadtmuseum auf dem Schloss Hoyerswerda                   | unbekannt       |
| 4. Januar 1903     | Topsy             | Asiatischer Elefant              | Zirkustier, starb durch elektrische Hinrichtung                                                                                          | ca. 27          |
| 11. Juni 1902      | Fritz             | Asiatischer Elefant              | Zirkustier bei Barnum & Bailey, Präparat im Musée des Beaux-Arts de Tours                                                                | über 28         |
| 2. Oktober 1901    | Jim               | Hauspferd                        | sein Blutserum wurde zur Erzeugung von Diphtherie-Antiseren verwendet                                                                    | unbekannt       |
| August 1901        | Erdmann           | Haushund (Dackel)                | Hund von Kaiser Wilhelm II., begraben auf der Roseninsel im Bergpark Wilhelmshöhe                                                        | 11              |
| Mai 1901           | Old Hemp          | Haushund (Border Collie)         | Hütehund, Stammvater der Border Collies                                                                                                  | 7               |

## 19. Jahrhundert
| Todesdatum                 | Name                   | Tierart (Rasse)                   | bekannt als | Alter in Jahren |
| -------------------------- | ---------------------- | --------------------------------- | --- | --------------- |
| 3. Juni 1899               | Galopin                | Hauspferd (Englisches Vollblut)   | Rennpferd, Zuchthengst, gewann 1874 das englische Derby | ca. 27          |
| 1898                       | Chamant                | Hauspferd (Englisches Vollblut)   | Rennpferd | 24              |
| September 1895             | Nipper                 | Haushund (Terrier-Mischling)      | Terrier auf dem Logo des Plattenlabels His Master’s Voice | 11              |
| nach 1894                  | Pumpernickel           | Hauspferd (Englisches Vollblut)   | Rennpferd | über 10         |
| 11. Mai 1894               | Súlukongur             | Albatros                          | einziger auf den Färöer gesichteter Albatros | ca. 34          |
| nach 1893                  | Old Whiskers           | Hausziege                         | Ziege des US-Präsidenten Benjamin Harrison | unbekannt       |
| 7. November 1891           | Comanche               | Hauspferd (Mustang/Morgan)        | Kavalleriepferd, überlebte die Schlacht am Little Bighorn, Präparat im Museum of Natural History Dyche Hall                                                             | ca. 29          |
| 1890                       | Jack                   | Bärenpavian                       | war Assistenztier eines behinderten Streckenwärters in Südafrika | unbekannt       |
| 19. Januar 1889            | Tyras                  | Haushund (Deutsche Dogge)         | Reichshund, Dogge Otto von Bismarcks, zerriss einem russischen Außenminister 1878 in Berlin die Galahosen                                                               | unbekannt       |
| nach 1888                  | Faust                  | Hauspferd (Anglo-Normanne)        | Zuchthengst, Begründer des Württemberger Warmbluts, Skelett im Haupt- und Landgestüt Marbach                                                                            | über 3          |
| November 1887              | Foss                   | Hauskatze                         | Katze des Malers und Schriftstellers Edward Lear | 14              |
| 20. November 1887          | Toung Taloung          | Elefant                           | Zirkustier, weißer Elefant | unbekannt       |
| 17. März 1887              | Kincsem                | Hauspferd (Englisches Vollblut)   | Rennpferd | 13              |
| 16. oder 17. März 1886     | Little Sorrel          | Hauspferd (Morgan)                | Kavalleriepferd von Thomas Jonathan Jackson im Sezessionskrieg | ca. 36          |
| 23. September 1885         | Goldsmith Maid         | Hauspferd (American Standardbred) | Rennpferd | 28              |
| 15. September 1885         | Jumbo                  | Afrikanischer Elefant             | König der Elefanten, Zootier (London Zoo), gilt als berühmtester Elefant aller Zeiten                                                                                   | 25              |
| nach 5. Oktober 1879       | Murciélago             | Hausrind (Spanisches Kampfrind)   | Kampfstier | unbekannt       |
| 1878                       | Winchester             | Hauspferd (Morgan)                | Reitpferd des Generals Philip Sheridan im Sezessionskrieg | über 16         |
| 11. März 1878              | Obaysch                | Flusspferd                        | erstes Flusspferd in Europa seit der Antike | ca. 29          |
| 13. November 1877          | M’Pungu                | Gorilla                           | zweiter Gorilla, der Europa lebend erreichte | 3               |
| 26. Oktober 1877           | Sultan                 | Haushund (Deutsche Dogge)         | Reichshund, Dogge Otto von Bismarcks | unbekannt       |
| 1. Juli 1875               | Lexington              | Hauspferd (Englisches Vollblut)   | Rennpferd, Zuchthengst | 25              |
| 14. Januar 1872            | Greyfriars Bobby       | Haushund (Skye Terrier)           | für seine Treue berühmt | über 14         |
| 2. März 1872               | Looty                  | Haushund (Pekingese)              | einer der ersten fünf Pekingesen außerhalb Chinas | ca. 17          |
| 1871                       | Traveller              | Hauspferd (American Saddlebred)   | Reitpferd des Südstaaten-Generals Robert Edward Lee im Sezessionskrieg                                                                                                  | ca. 14          |
| 23. September 1871         | Huddersfield Ben       | Haushund (Yorkshire Terrier)      | Stammvater der Yorkshire Terrier | ca. 6           |
| vor 25. Dezember 1870      | Castor und Pollux      | Elefant                           | zwei Elefanten, von der Pariser Bevölkerung als Weihnachtsmenü verspeist                                                                                                | unbekannt       |
| 26. Juli 1869              | Gordito                | Hausrind (Spanisches Kampfrind)   | Kampfstier | unbekannt       |
| 1867                       | Old Henry Clay         | Hauspferd                         | Rennpferd, Zuchthengst | ca. 30          |
| 29. Juni 1866              | Elefant von Murten     | Elefant                           | Zirkustier, das in Murten mit einer Kanone erschossen wurde, Skelett im Naturhistorischen Museum Bern                                                                   | unbekannt       |
| 1865                       | Fido                   | Haushund (Mischlingshund)         | Lieblingshund des US-Präsidenten Abraham Lincoln | über 10         |
| vermutlich Oktober 1865    | Bummer                 | Haushund                          | streunender Hund | über 5          |
| Oktober 1863               | Lazarus                | Haushund                          | streunender Hund | über 2          |
| nach 21. September 1860    | Butz                   | Haushund (Pudel)                  | Hund des Philosophen Arthur Schopenhauer | über 10         |
| 15. Februar 1857           | Miss Baba              | Indischer Elefant                 | Jahrmarktselefant | unbekannt       |
| 31. Dezember 1856          | Crimean Tom            | Hauskatze                         | Katze der britischen Armee im Krimkrieg, Präparat im National Army Museum London                                                                                        | ca. 9           |
| 12. Januar 1845            | Zarafa                 | Giraffe                           | erste Giraffe im Europa der Neuzeit, Präparat im Musée d’Histoire naturelle La Rochelle                                                                                 | ca. 20          |
| ca. 1840                   | Baba                   | Indischer Elefant                 | „schmausender“ Jahrmarktselefant | unbekannt       |
| 1840                       | Dash                   | Haushund (King Charles Spaniel)   | Hund der britischen Königin Victoria | 10              |
| 1838                       | Bairactar              | Hauspferd (Vollblutaraber)        | Zuchthengst, Grundstock der Weiler Vollblutaraberzucht | 25              |
| 12. Februar 1836           | Copenhagen             | Hauspferd                         | Pferd von Arthur Wellesley, 1. Duke of Wellington in den Koalitionskriegen                                                                                              | ca. 28          |
| ca. 1831                   | Marengo                | Hauspferd (Araber)                | Reit- und Kriegspferd Napoleon Bonapartes (Schlachten Marengo, Austerlitz, Jena und Auerstedt, Wagram, Russlandfeldzug 1812, Waterloo), Skelett im National Army Museum | 38              |
| nach 1830                  | Laili                  | Hauspferd                         | Kriegspferd des Maharadscha Ranjit Singh | unbekannt       |
| 1829                       | Herodot                | Hauspferd (Englisches Vollblut)   | Zuchthengst des Gestüts Ivenack | 35              |
| 1826                       | Vizir                  | Hauspferd (Araber)                | Kriegspferd Napoleon Bonapartes (Schlacht bei Jena und Auerstedt, Schlacht bei Preußisch Eylau, Russlandfeldzug 1812), Präparat im Musée de l’Armée Paris               | 33              |
| 1. März 1826               | Chunee                 | Indischer Elefant                 | Zirkustier | ca. 17          |
| nach 1824                  | Munito                 | Haushund                          | dressierter Hund | unbekannt       |
| 27. November 1822          | Old Billy              | Hauspferd                         | langlebigstes Pferd, Präparat im Bedford Museum in Bedford | 62              |
| 31. Juli 1822              | Crowninshields Elefant | Elefant                           | erster Elefant auf amerikanischem Boden | ca. 29          |
| nach 1820                  | Lord Mortons Stute     | Hauspferd                         | häufig zitiertes Beispiel in der Geschichte der Evolutionstheorie | unbekannt       |
| 1819 und 1820              | Elefanten von Garnier  | Elefant                           | Jahrmarktselefanten, die mit Kanonen erschossen wurden | unbekannt       |
| 1814                       | Barry                  | Haushund                          | berühmter Lawinenhund, Präparat im Naturhistorischen Museum Bern | 14              |
| 20. Mai 1812               | Helene                 | Hauspferd                         | Lieblingspferd des württembergischen Königs Friedrich I. | 27              |
| nach 1810                  | Mocha Dick             | Pottwal                           | großer Pottwal mit heller Haut und weißer Narbe, Vorbild für Moby-Dick                                                                                                  | unbekannt       |
| nach 1809                  | Haydns Papagei         | Kongo-Graupapagei                 | Vogel des Komponisten Joseph Haydn, Präparat im Haus der Musik Wien | unbekannt       |
| kurz nach 11. Oktober 1809 | Seaman                 | Haushund (Neufundländer)          | Mitglied der Lewis-und-Clark-Expedition | über 6          |
| 1804                       | Condé                  | Hauspferd                         | Leibreitpferd des preußischen Königs Friedrich II., Skelett im Anatomischen Museum des Institutes für Veterinär-Anatomie der Freien Universität Berlin                  | ca. 38          |
| ca. 1803                   | Young Eclipse          | Hauspferd (Englisches Vollblut)   | Rennpferd, Zuchthengst | ca. 25          |

## Frühe Neuzeit
| Todesdatum        | Name                  | Tierart (Rasse)                        | bekannt als | Alter in Jahren |
| ----------------- | --------------------- | -------------------------------------- | --- | --------------- |
| 18. Jahrhundert   | Leo                   | Löwe                                   | Beispiel einer völlig misslungenen Rekonstruktion, Rekonstruktion im Schloss Gripsholm                                                                         | unbekannt       |
| um 1800           | Fortuné               | Haushund (Mops)                        | Hund von Joséphine de Beauharnais | unbekannt       |
| November 1800     | Pot-8-os              | Hauspferd (Englisches Vollblut)        | Rennpferd, Zuchthengst | 27              |
| 1794              | Assassin              | Hauspferd (Englisches Vollblut)        | Rennpferd, Zuchthengst | ca. 15          |
| 18. Oktober 1793  | Highflyer             | Hauspferd (Englisches Vollblut)        | Rennpferd, Zuchthengst | ca. 19          |
| 1790              | Nelson                | Hauspferd                              | Kriegspferd im Amerikanischen Unabhängigkeitskrieg, Pferd des US-Präsidenten George Washington                                                                 | 27              |
| 1789              | Goldfinder            | Hauspferd (Englisches Vollblut)        | Rennpferd, Zuchthengst | ca. 25          |
| 26. Februar 1789  | Eclipse               | Hauspferd (Englisches Vollblut)        | Rennpferd, Zuchthengst | 24              |
| 1785              | Alcmène               | Haushund (Windhund)                    | Hündin des preußischen Königs Friedrich II. | unbekannt       |
| Sommer 1780       | Goethe-Elefant        | Indischer Elefant                      | sein Schädel regte Johann Wolfgang von Goethe zu Zwischenkieferknochenstudien an, Skelett im Naturkundemuseum im Ottoneum                                      | ca. 7–9         |
| Juli 1779         | Marske                | Hauspferd (Englisches Vollblut)        | Rennpferd, Zuchthengst | 29              |
| Juli 1777         | Snap                  | Hauspferd (Englisches Vollblut)        | Rennpferd, Zuchthengst | 26/27           |
| 1770              | Blank                 | Hauspferd (Englisches Vollblut)        | Rennpferd, Zuchthengst | 30              |
| um 1765           | Hodge                 | Hauskatze                              | Kater des englischen Gelehrten Samuel Johnson | unbekannt       |
| 14. April 1758    | Clara                 | Panzernashorn                          | in Europa präsentiertes Nashorn | 20              |
| 8. Mai 1757       | Snip                  | Hauspferd (Englisches Vollblut)        | Rennpferd, Zuchthengst | 20/21           |
| Dezember 1753     | Godolphin Arabian     | Hauspferd (Vollblutaraber)             | Zuchthengst, einer der Stammväter des Englischen Vollbluts | ca. 28          |
| 29. Dezember 1752 | Biche                 | Haushund (Windhund)                    | Hündin des preußischen Königs Friedrich II. | über 8          |
| nach 1750         | Squirt                | Hauspferd (Englisches Vollblut)        | Rennpferd, Zuchthengst | über 18         |
| um 1745           | Trump                 | Haushund (Mops)                        | Hund des englischen Malers William Hogarth | ca. 15          |
| 1741              | Flying Childers       | Hauspferd (Englisches Vollblut)        | Rennpferd, Zuchthengst | 27              |
| nach 1732         | Bleeding Childers     | Hauspferd (Englisches Vollblut)        | Zuchthengst | über 16         |
| ca. 1728          | Curwen’s Bay Barb     | Hauspferd (vermutlich Berber)          | Zuchthengst, einer der Gründungsväter des Englischen Vollbluts                                                                                                 | ca. 38          |
| um 1719           | Darley Arabian        | Hauspferd (Araber)                     | Zuchthengst, einer der Stammväter des Englischen Vollbluts | über 19         |
| Mai 1714          | Byerley Turk          | Hauspferd (Araber oder Achal-Tekkiner) | Zuchthengst, einer der Stammväter des Englischen Vollbluts | ca. 35          |
| nach 1689         | Spanker               | Hauspferd (Englisches Vollblut)        | Rennpferd, Zuchthengst | über 11         |
| 1681              | Elefant Ludwigs XIV.  | Afrikanischer Elefant                  | Geschenk des portugiesischen Königs an den französischen König Ludwig XIV.                                                                                     | ca. 17          |
| 9. November 1655  | Hansken               | Sri-Lanka-Elefant                      | Elefantenkuh, die wegen ihrer angeblichen Gelehrigkeit berühmt war                                                                                             | 25              |
| 1633              | Streiff               | Hauspferd (Oldenburger)                | Schlachtross des schwedischen Königs Gustav II. Adolf bei der Schlacht bei Lützen im Dreißigjährigen Krieg, Präparat im Stadtmuseum Ingolstadt                 | unbekannt       |
| 30. April 1632    | Schwedenschimmel      | Hauspferd                              | Schlachtross des schwedischen Königs Gustav II. Adolf im Dreißigjährigen Krieg, ältestes erhaltenes Tierpräparat in Europa, Präparat im Stadtmuseum Ingolstadt | unbekannt       |
| nach 1631         | Berninis Elefant      | Elefant                                | Jahrmarktselefant | über 2          |
| um 1606           | Marocco               | Hauspferd                              | dressiertes Pferd, bestieg den Turm der alten St Paul’s Cathedral                                                                                              | über 25         |
| nach 1577         | Elefant von Antwerpen | Indischer Elefant                      | Geschenk der portugiesischen Königin Katharina von Kastilien an ihren Enkel Don Carlos und dann an Kaiser Maximilian II.                                       | über 14         |
| 18. Dezember 1553 | Soliman               | Elefant (Indischer Elefant)            | Geschenk von Johanna von Spanien an den späteren Kaiser Maximilian II.                                                                                         | 13              |
| 1544±67           | Torfhund von Burlage  | Haushund                               | Moorleiche, Mumie im Geomuseum der Universität Münster | unbekannt       |
| um 1525           | El Morzillo           | Hauspferd                              | Pferd der spanischen Konquistadores, das zu einer Gottheit avancierte                                                                                          | unbekannt       |
| 8. Juni 1516      | Hanno                 | Indischer Elefant                      | Geschenk des portugiesischen Königs Manuel I. an Papst Leo X.                                                                                                  | ca. 6           |
| 1516              | Rhinocerus            | Panzernashorn                          | erstes Nashorn in Europa seit dem Untergang des Römischen Reiches                                                                                              | unbekannt       |

## Mittelalter
| Todesdatum          | Name                           | Tierart                         | bekannt als | Alter in Jahren |
| ------------------- | ------------------------------ | ------------------------------- | --- | --------------- |
| 1496                | Die wunderbare Sau von Landser | Hausschwein                     | missgebildetes Schwein | 0               |
| um 1486             | Medici-Giraffe                 | Giraffe                         | erste Giraffe in Europa seit dem Untergang des Römischen Reiches, Geschenk des Mamluken-Sultans von Ägypten Kait-Bay an Lorenzo il Magnifico | unbekannt       |
| um 1483             | Schongauers Elefant            | Elefant                         | diplomatisches Geschenk Johanns II. von Portugal an seinen Schwiegersohn Kaiser Friedrich III. in Graz                                       | unbekannt       |
| 1258                | Elefant Ludwigs IX.            | Elefant (Afrikanischer Elefant) | erster Elefant in London, Geschenk von Ludwig IX. von Frankreich an Heinrich III. von England                                                | über 3          |
| nach 1241           | Elefant von Cremona            | Elefant                         | diplomatisches Geschenk des Sultans Al-Kamil von Ägypten an Kaiser Friedrich II.                                                             | über 12         |
| vor 13. Jahrhundert | Guinefort                      | Haushund (Windhund)             | als Heiliger verehrt | unbekannt       |
| 810                 | Abul Abbas                     | Elefant (Indischer Elefant)     | erster Elefant nördlich der Alpen, Geschenk von Kalif Hārūn ar-Raschīd an Karl den Großen                                                    | unbekannt       |
| nach 630            | Qaswa                          | Kamel                           | Lieblingskamel des Propheten Mohammed | über 6          |
| um 630              | Muezza                         | Hauskatze                       | Katze des Propheten Mohammed | unbekannt       |

## Altertum
| Todesdatum                  | Name                  | Tierart                     | bekannt als                                                                       | Alter in Jahren |
| --------------------------- | --------------------- | --------------------------- | --------------------------------------------------------------------------------- | --------------- |
| nach 477 n. Chr.            | Papagei von Antiochia | Papagei                     | dressierter Vogel, konnte singen, Isaak von Antiochien widmete ihm ein Gedicht    | unbekannt       |
| ca. 40 n. Chr.              | Incitatus             | Hauspferd                   | Rennpferd, Lieblingspferd des römischen Kaisers Caligula                          | unbekannt       |
| nach 218 v. Chr.            | Surus                 | Elefant (Indischer Elefant) | Kriegselefant der Armee des karthagischen Generals Hannibal in Italien            | unbekannt       |
| 326 v. Chr.                 | Bukephalos            | Hauspferd                   | Streitross Alexanders des Großen                                                  | ca. 29          |
| 25.–23. Jahrhundert v. Chr. | Abutiu                | Haushund                    | altägyptischer Hund, eines der frühesten Haustiere, dessen Name überliefert wurde | unbekannt       |

## Vorzeit
| Todesdatum                   | Name                                           | Tierart                  | bekannt als | Alter in Jahren |
| ---------------------------- | ---------------------------------------------- | ------------------------ | --- | --------------- |
| 7500 v. Chr.                 | Auerochse von Vig                              | Auerochse                | Skelett im Dänischen Nationalmuseum                                                                                        | unbekannt       |
| vor ca. 11.450±250 Jahren    | Taimyr-Mammut                                  | Wollhaarmammut           | Skelett im Zoologischen Museum Sankt Petersburg                                                                            | 45–50           |
| ca. 10730 v. Chr.            | Elch vom Hansaplatz                            | Breitstirnelch           | Skelett im Neuen Museum Berlin                                                                                             | unbekannt       |
| ca. 18.380 v. Chr.           | Jarkow-Mammut                                  | Wollhaarmammut           | Permafrostleiche | ca. 47±2        |
| vor ca. 35.000 Jahren        | Blue Babe                                      | Steppenbison             | Permafrostleiche, Rekonstruktion im University of Alaska Museum                                                            | ca. 8–9         |
| vor ca. 40.000 Jahren        | Ljuba                                          | Wollhaarmammut           | Permafrostleiche, Mumie im Schemanowski Museum in Salechard                                                                | 0 (1 Monat)     |
| vor ca. 44.000 Jahren        | Berjosowka-Mammut                              | Wollhaarmammut           | Permafrostleiche, Präparat und Skelett im Zoologischen Museum Sankt Petersburg                                             | 45–50           |
| unbekannt                    | Adams-Mammut                                   | Wollhaarmammut           | Permafrostleiche, Skelett im Zoologischen Museum Sankt Petersburg                                                          | unbekannt       |
| vor 120.000 Jahren           | Mammut von Klinge                              | Wollhaarmammut           | als „Susi Stoßzahn“ Maskottchen des Geoparks Muskauer Faltenbogen, Skelettnachbildung in der Kreisverwaltung in Forst      | 45–50           |
| vor ca. 300.000 Jahren       | Waldelefant von Schöningen                     | Europäischer Waldelefant | Skelett im Forschungsmuseum Schöningen                                                                                     | ca. 50          |
| vor ca. 66 Millionen Jahren  | Tristan Otto                                   | Tyrannosaurus rex        | Skelett im Museum für Naturkunde Berlin                                                                                    | ca. 20          |
| vor ca. 67 Millionen Jahren  | Sue                                            | Tyrannosaurus rex        | Skelett im Field Museum of Natural History in Chicago                                                                      | unbekannt       |
| vor ca. 70 Millionen Jahren  | Edmontosaurus-Mumie im Senckenberg Naturmuseum | Edmontosaurus annectens  | Fossil im Senckenberg Naturmuseum in Frankfurt am Main                                                                     | unbekannt       |
| vor ca. 70 Millionen Jahren  | Trachodon-Mumie                                | Edmontosaurus annectens  | Fossil mit umfangreichen, den Körper umhüllenden Hautabdrücken, Fossil im American Museum of Natural History New York City | unbekannt       |
| vor ca. 150 Millionen Jahren | Big Al                                         | Allosaurus jimmadseni    | Skelett im Museum of the Rockies, Dokumentarfilm Die Geschichte von Big Al                                                 | unbekannt       |